# Charles de Bourbon (1848-1909)
Pour les articles homonymes, voir Charles de Bourbon, Charles VII et Charles XI.
Titres
Prétendant carliste au trône d’Espagne
3 octobre 1868 – 18 juillet 1909
(40 ans, 9 mois et 15 jours)
Prétendant légitimiste aux trônes de France et de Navarre
18 novembre 1887 – 18 juillet 1909
(21 ans et 8 mois)
Signature
Charles de Bourbon, né Carlos María de los Dolores Juan Isidro José Francisco Quirino Antonio Miguel Gabriel Rafael le 30 mars 1848 à Laibach et mort le 18 juillet 1909 à Varèse, connu par son titre de courtoisie de duc de Madrid, est l’aîné des Capétiens et le chef de la maison de Bourbon, prétendant carliste au trône d'Espagne de 1868 à 1909 sous le nom de « Charles VII » et prétendant légitimiste au trône de France sous le nom de « Charles XI » de 1887 à 1909. Contestant la légitimité de la lignée de sa cousine, la reine Isabelle II, il profite des événements de la révolution de 1868 pour revenir en Espagne et réclamer le trône. L’instabilité politique et militaire lui permet de s’établir en Navarre où il est proclamé roi d’Espagne, déclenchant ainsi la Troisième Guerre de succession carliste en 1872, contre le gouvernement de Madrid et le nouveau roi Amédée Ier. Après l’abdication de ce dernier, Charles poursuit la guerre contre la Première République espagnole, proclamée en 1873, puis finalement contre Alphonse XII, proclamé roi par le général Arsenio Martínez-Campos Antón à Sagonte (Valence) fin 1874. La guerre se termine en 1876 avec la conquête de la Navarre et de la capitale carliste, Estella, qui met ainsi un terme au règne de Charles VII, qui fuit vers la France.
Après la défaite définitive des forces carlistes et le retour de Charles en exil, le carlisme modifie sa nature insurrectionnelle et opte pour une action politique, se divisant ainsi en tendances où l'action dans l'État semble plus importante que la défense du parti du prétendant carliste.
Après un bref séjour en France et au Royaume-Uni, il s'est rendu aux États-Unis et au Mexique. À son retour en Europe, il s'installe à Paris, mais est expulsé dans les années 1880 après la mise en place de la loi d’exil contre les prétendants au trône de France, et finit par s'installer à Venise.
En 1879, il nomme Cândido Nocedal comme son représentant officiel en Espagne, mais sa politique engendre des désaccords et des divisions parmi les carlistes espagnols, obligeant Charles à reprendre personnellement la tête du mouvement après la mort de Nocedal, en 1885, jusqu'en 1890. Le roi déchu meurt en 1909, en Italie, laissant son unique fils, Jacques, reprendre la succession carliste, malgré l’affaiblissement du mouvement.
Charles VII a définitivement donné forme à l'idéologie conservatrice, ce qui en a fait le prince le plus important de toute la lignée carliste.

## Un prince carliste

### Premières années et famille
Fils aîné de Jean de Bourbon (1822-1887), infant d'Espagne déchu devenu comte de Montizón, et de son épouse la princesse Marie-Béatrice de Modène (1824-1906), fille de François IV, duc souverain de Modène, Charles de Bourbon voit le jour à Laibach, alors dans l'empire d'Autriche.
Charles a son grand-père l’infant déchu et prétendant au trône d'Espagne pour parrain. Sa marraine est l’épouse de ce dernier, l’infante portugaise Marie-Thérèse.

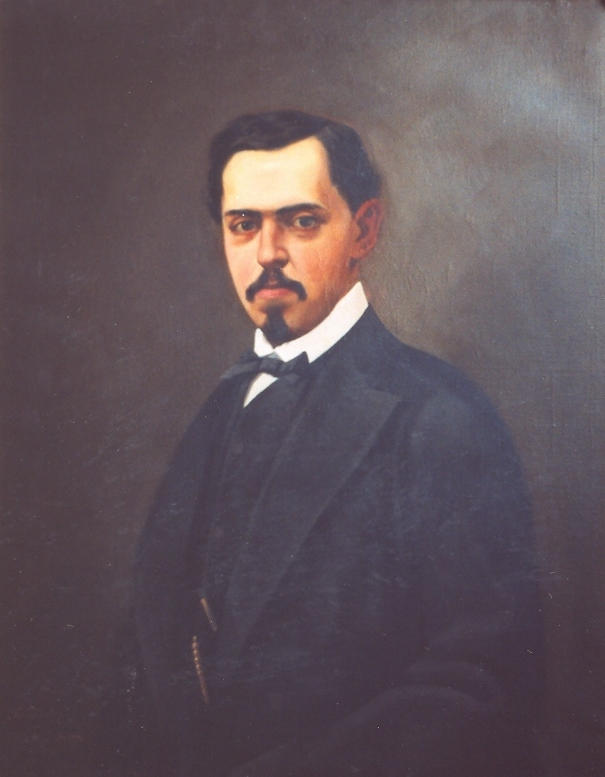
Portrait de Charles de Bourbon.

Son père, plus intéressé par les sciences que par la politique, prône des idées libérales très opposées à celles de sa mère. Il refuse que l'éducation de ses enfants soit confiée aux jésuites, ce qui entraîne la séparation des époux. Jean s'installe à Brighton et son épouse et ses deux fils partagent leur vie entre Modène et Venise.
La comtesse de Montizon est la sœur cadette de la comtesse de Chambord. Aussi le comte de Chambord envoie-t-il une garde hongroise pour veiller sur sa belle-sœur et ses neveux, Charles et Alphonse. Dans sa jeunesse, Charles de Bourbon bénéficie de l'attention appuyée du comte de Chambord qui pressent en lui une personnalité d'envergure, « taillée dans le bois dont on fait les grands rois » ; il surveille son éducation, ses loisirs, ses lectures, ses fréquentations. Il lui apprend à nager, à se tenir à cheval et l'entretient de l'histoire et des devoirs qu'elle impose à leur dynastie commune.

### Mariages et descendance
Le 4 février 1867 dans la chapelle du château de Frohsdorf, en Autriche, Charles de Bourbon épouse une nièce du comte de Chambord, Marguerite de Bourbon (1847-1893), princesse  de Parme, fille aînée de Charles III (1823-1854), duc souverain de Parme, et de son épouse Louise d'Artois (1819-1864), petite-fille de France (petite-fille du roi Charles X).
De ce mariage naissent cinq enfants :
- Blanche de Bourbon (7 septembre 1868 à Graz - 25 octobre 1949 à Viareggio), mariée dans la chapelle du château de Frohsdorf le 24 octobre 1889 avec Léopold-Salvator de Habsbourg-Lorraine (1863-1931), archiduc d'Autriche, prince de Toscane[4], membre de la maison de Lorraine ;
- Jacques de Bourbon (1870-1931), duc d'Anjou et de Madrid ;
- Elvire de Bourbon (28 juillet 1871 - 9 décembre 1929 à Paris 16e), qui, de sa relation avec le peintre Filippo Folchi, a trois enfants, qui portent le nom de Bourbon ;
- Béatrix de Bourbon (21 mars 1874 à Pau - 1er novembre 1961 à Lucques), mariée à Venise le 27 février 1897 avec Fabrizio Massimo (1868-1944), prince de Roviano[Note 1] ;
- Alice de Bourbon (29 juin 1876 à Pau - 20 janvier 1975), mariée à Venise le 26 avril 1897 avec le prince Frédéric de Schönburg Waldenburg (1872-1910), puis remariée avec le général Lino del Prete (1877-1956).

Devenu veuf, le duc de Madrid se remarie dans la chapelle de l'archevêché de Prague le 28 avril 1894 avec la princesse Marie-Berthe de Rohan-Rochefort (1868-1945), fille du prince Arthur de Rohan-Rochefort et de la comtesse Gabrielle de Waldstein-Wartenberg. Elle est issue d'une branche de la Maison de Rohan, d'origine française et implantée en Autriche depuis la Révolution française. Cette seconde union reste sans postérité.

## Charles VII et le trône d’Espagne

### Chef dynastique du camp carliste
Le père de Charles, Jean de Bourbon, héritier de la dynastie carliste, reconnut Isabelle II comme reine légitime d’Espagne, mais sa belle-mère Marie-Thérèse de Portugal protesta contre cette décision et publia en 1864 une Lettre aux Espagnols dans laquelle elle proclamait le fils de Jean, qui serait Charles VII pour les carlistes, l’héritier légitime des droits de la lignée carliste. La mère de Charles VII et épouse de Jean refusa dans un premier temps de soutenir cette idée, mais céda finalement devant les prétentions de son fils, qui commença à recevoir la visite de personnages carlistes importants (Marichalar, Algarra, Tristany, Mergeliza, etc.) et publia peu après un manifeste dans La Esperanza. Lors d’un entretien avec Vicente de la Hoz furent étudiés les moyens de réorganiser le parti carliste.
Cependant, face aux pressions révolutionnaire, Isabelle II destitua en 1865 le général Narváez pour le remplacer par le général O'Donell et, après s’y être opposé, finit par reconnaître le royaume d’Italie, ennemi de l’Église. Lors du débat qui eut lieu aux Cortès à cette occasion, Aparisi y Guijarro dit que cette reconnaissance supposait le divorce entre le trône et les éléments de la droite et que, étant donné que le trône s’opposait déjà aux libéraux révolutionnaires, la reine restait sans appuis. Il fit ensuite cette citation de Shakespeare que rappela des années plus tard Benito Pérez Galdós dans ses Episodios nacionales : « Adieu, femme d'York, reine des tristes infortunes ! ». Trois ans plus tard éclaterait la révolution qui mettrait fin à son règne. Dans la dernière période de la monarchie isabelline, les dénommés « néo-catholiques — partisans de Cándido Nocedal — s’étaient réunis avec les carlistes dans la dénommée « Comunión monárquico-religiosa » » (« Communion monarchico-religieuse ») ou « Comunión católico-monárquica » (« Communion catholico-monarchique »),,.
En 1866, le prétendant Charles VII écrivit à son père en se déclarant chef des carlistes. En 1868, il présida à Londres un conseil réunissant les principales figures du mouvement afin de le relancer, en mettant à profit la crise du régime monarchique. Les participants définirent un plan politique et administratif, s’accordèrent sur la conduite à tenir et préparèrent le manifeste adressé aux Espagnols que publierait l’année suivant le prétendant, qui prit le titre de duc de Madrid.

### La chute d’Isabelle II

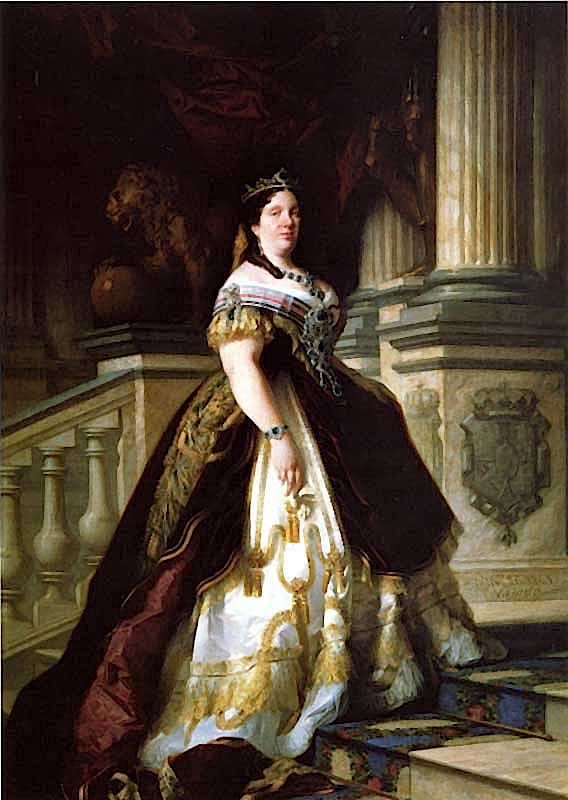
La reine Isabelle II, renversée en 1868 après le triomphe de la révolution.

La crise qui affecte l’Espagne entraîna la formation d'un nouveau gouvernement le 21 juin avec le retour d'O'Donnell, Cánovas et Manuel Alonso Martínez au Ministère des Finances, en plus de quelques autres personnalités marquantes. On approuva, entre autres mesures, une nouvelle loi qui permettait d'accroître le corps électoral de 400 000 membres, presque le double du nombre antérieur, et des élections aux Cortes furent convoquées. Cependant, avant même qu'elles aient lieu, les progressistes annoncèrent leur non-participation. Dans ce contexte, Prim organisa le pronunciamiento de Villarejo de Salvanés, pour prendre le pouvoir par les armes, mais il échoua en raison d'une planification insuffisante. De nouveau, l'attitude hostile des progressistes déplut à O'Donell, qui renforça le caractère autoritaire de son gouvernement, entraînant le soulèvement de la garnison de San Gil le 22 juin, de nouveau organisé par Prim, mais qui échoua à nouveau et se solda par plus de soixante condamnations à mort.
O'Donnell se retira, épuisé, de la vie politique, et il fut remplacé en juillet par Narváez, qui annula pour les insurgés les peines qui n'avaient pas encore été exécutées, mais maintint la rigueur autoritaire : expulsions des chaires des républicains et krausistes, renforcement de la censure et contrôle de l'ordre public. À la mort de Narváez, l'autoritaire Luis González Bravo lui succéda, mais la révolution était déjà en marche et la fin de la monarchie arriva le 19 septembre avec la révolution de 1868, La Gloriosa, aux cris de "À bas les Bourbons ! Vive l'Espagne honnête!", tandis qu'Isabelle partait s'exiler en France et que commençait le Sexenio Democrático.
En 1869, le prétendant Charles publie un manifeste dans lequel il expose ses idées, parmi lesquelles celles de constituer des Cortès avec une structure traditionnelle et de promulguer une Constitution ou d'approuver une Charte, ainsi que de conduire une politique économique de style protectionniste. Dans son entourage, on retrouve des politiciens de droite derechistas, appelés spécialement les « catholiques ».

### Tentative de changement dynastique, la République et le retour des carlistes
La révolution de 1868 qui détrôna Isabelle II et les six ans qui suivirent — qualifiés de « révolutionnaires » ou « démocratiques » — connurent une forte résurgence du carlisme, qui commença à participer à la vie politique parlementaire. Défendant la monarchie traditionnelle et l’unité catholique — qui serait supprimée par la Constitution de 1869 —, les dénommés néo-catholiques, anciens partisans d’Isabelle, s’intégrèrent définitivement dans le parti carliste, qui prit le nom de Communion catholico-monarchique,. La revitalisation de la cause légitimiste se manifesta à travers la création de titres de presse favorables aux carlisme dans une grande partie des provinces d'Espagne, par exemple à Madrid, La Regeneración, El Pensamiento Español et le satirique El Papelito — qui atteignit le surprenant tirage de 40 000 exemplaires —, outre le vétéran La Esperanza, et à Barcelone, La Convicción et le satirique Lo Mestre Titas, entre autres. Pour la première fois, des carlistes se présentèrent officiellement à des élections et obtinrent une vingtaine de sièges aux élections constituantes de 1869.
Le 30 juin de la même année, le prétendant publiait une lettre-manifeste — Lettre de Don Carlos à son frère Don Alfonso — dans laquelle il manifestait son aspiration à régner sur l’Espagne et à ne pas être simplement le chef d’un parti. Cette lettre, rédigée par Antonio Aparisi y Guijarro, qui deviendrait l'un des plus intimes collaborateurs du prétenant, fut reproduite par la presse carliste et diffusée en des milliers d’exemplaires
Charles VII souhaita prendre ses distances avec l’idée d’obscurantisme et d’absolutisme qui était étroitement associée au carlisme et manifesta qu’il ne souhaitait pas revenir au passé, mais donner la liberté à l'Église et maintenir les concordats avec le Saint Siège annulés par le gouvernement révolutionnaire, sans revenir sur les désamortissements. De même, il souhaitait le maintien de l’unité catholique mais pas la restauration de l'Inquisition. Il prétendait un gouvernement authentiquement « espagnol », établi selon les « anciennes bases » — conformément à la pensée de Balmes —, avec une loi fondamentale et des Cortès représentatives — et non plus corporatives —, mais sans parti politique. Dans son programme, les municipalités et députations devaient jouir d’une large autonomie administrative, le droit de propriété devait être intangible et le travail devait être régulé — à travers un salaire minimum, ainsi qu’un système de retraite et d’assurance —[réf. nécessaire]. En ce qui concerne la liberté de pensée et d'expression, tout progrès scientifique ou culturel de l'étranger devait être accepté sans réserve, mais les frontières devaient être absolument fermées « à la propagande dissolvante, antisociale, criminelle ou hérétique ». D’après le traditionaliste Aparisi y Guijarro, avec ces idées de Don Carlos il était possible de faire une Constitution bien plus libérale et moins imparfaite que celles élaborée par Prim, Serrano et Topete. Cependant, selon l'historien catalan Artur Masriera (es), malgré le langage sincère, tolérant et séduisant du prétendant, ce programme ne connut qu’une modeste diffusion et les libéraux conservèrent leur image extrêmement négative du carlisme.

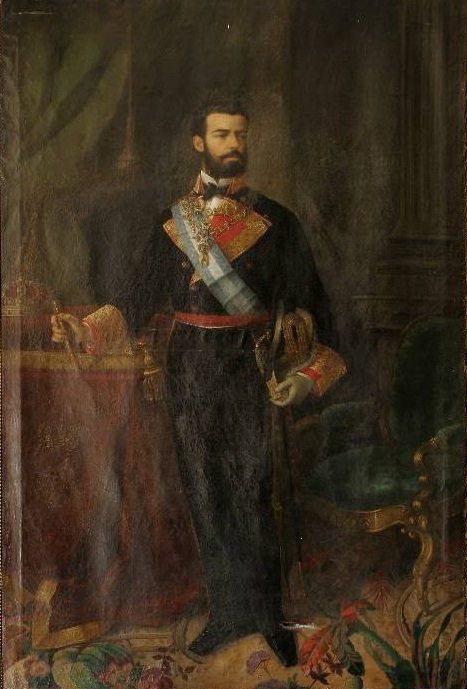
Le roi Amédée de Savoie, élu roi d’Espagne en 1871 après la chute des Bourbons.

En août 1869 se produisait le premier soulèvement carliste en faveur de Charles VII (es), qui échoua à cause de sa mauvaise organisation, à l’issue duquel fut fusillé, entre autres, le maire de Léon Pedro Balanzátegui. En octobre, le prétendant confia la direction politico-militaire du carlisme à Ramón Cabrera, qui démissionnerait en mars 1870 à cause de divergences avec lui et d’autres figures importantes du mouvement. Charles décida alors d’assumer personnellement la direction du carlisme jusqu’à une conférence tenue à Vevey (en Suisse) le 18 avril où il réunit les notables carlistes, créant un comité central du parti qui agissait légalement en Espagne, la Communion catholico-monarchique, que présidait le marquis de Villadarias et avec Joaquín María de Múzquiz comme secrétaire, qui disposait de comités locaux dans les municipalités où le carlisme était implanté. On organisa également un réseau de casinos et de centres carlistes pour promouvoir les idées carlistes, stratégie qui fut couronnée de succès étant donné que le carlisme obtint 51 députés au Congrès aux élections générales de 1871. Au cours de ces années, la dénommée « partida de la porra (es) » (« milice de la massue »), groupe d’agitateurs au service du Parti progressiste, mènerait des actions violentes contre la presse et d’autres organisations favorables au carlisme.
En août 1870 eut lieu un nouveau soulèvement carliste dans les provinces basques (es) qui fut rapidement écrasé. En plus d’Aparisi, des penseurs comme Antonio Juan de Vildósola (es), Vicente de la Hoz, Gabino Tejado, Francisco Navarro Villoslada et Bienvenido Comín conseillèrent le prétendant carliste au cours du Sexenio Democrático.
Après la chute de la reine Isabelle II, et après la période de régence du général Serrano, le Parlement élit deux ans plus tard le prince Amédée de Savoie, fils cadet du roi d’Italie, comme roi d'Espagne sous le nom d'Amédée Ier.
La nomination d’Amédée de Savoie comme roi d’Espagne déplut grandement aux catholiques, qui le surnommèrent « hijo del carcelero del Papa » (« fils du gardien de prison du pape ») et le considéraient issu d’une maison usurpatrice affiliée au carbonarisme et à la Franc-maçonnerie.

### Le début de la guerre et l’avènement de Charles VII

En rouge, le royaume du prétendant Charles VII (vers 1875).

Voyant s'éloigner la possibilité de la restauration bourbonienne, dans chacune de ses deux branches, Charles déclenche en 1872 la troisième guerre carliste, d'abord contre le roi Amédée, puis contre la Première République espagnole, proclamée en 1873 après l'abdication du roi, puis finalement contre Alphonse XII, fils d'Isabelle II, proclamé roi en 1874.
Le 16 juillet 1873, Charles franchit la frontière espagnole depuis la France et pénètre en Navarre par la Venta de Laputsagarra. L'accueil que lui réservent ses partisans revêt l'allure de celui qu'on doit à un chef d'État, ce qui lui permet d’obtenir le titre de roi et d’être reconnu par le Nord du pays comme le souverain légitime sous le nom de Charles VII. À seulement vingt-cinq ans, on croirait plus âgé ce colosse d'un mètre quatre-vingt-cinq. Son épouse Marguerite, installée à Pau (oú naitront ses filles Béatrice et Alice), se dévoue pour créer les services sanitaires de l'armée carliste. Le gouvernement carliste siège à Estella-Lizarra, en Navarre, et Charles y pose les bases d'un État organisé, avec une fonction publique, une police, une justice, un service postal, une monnaie, l'escudo, une école militaire et une université. Les populations locales encensent le roi Charles VII dont la réputation commence à se propager dans le reste de l'Espagne.

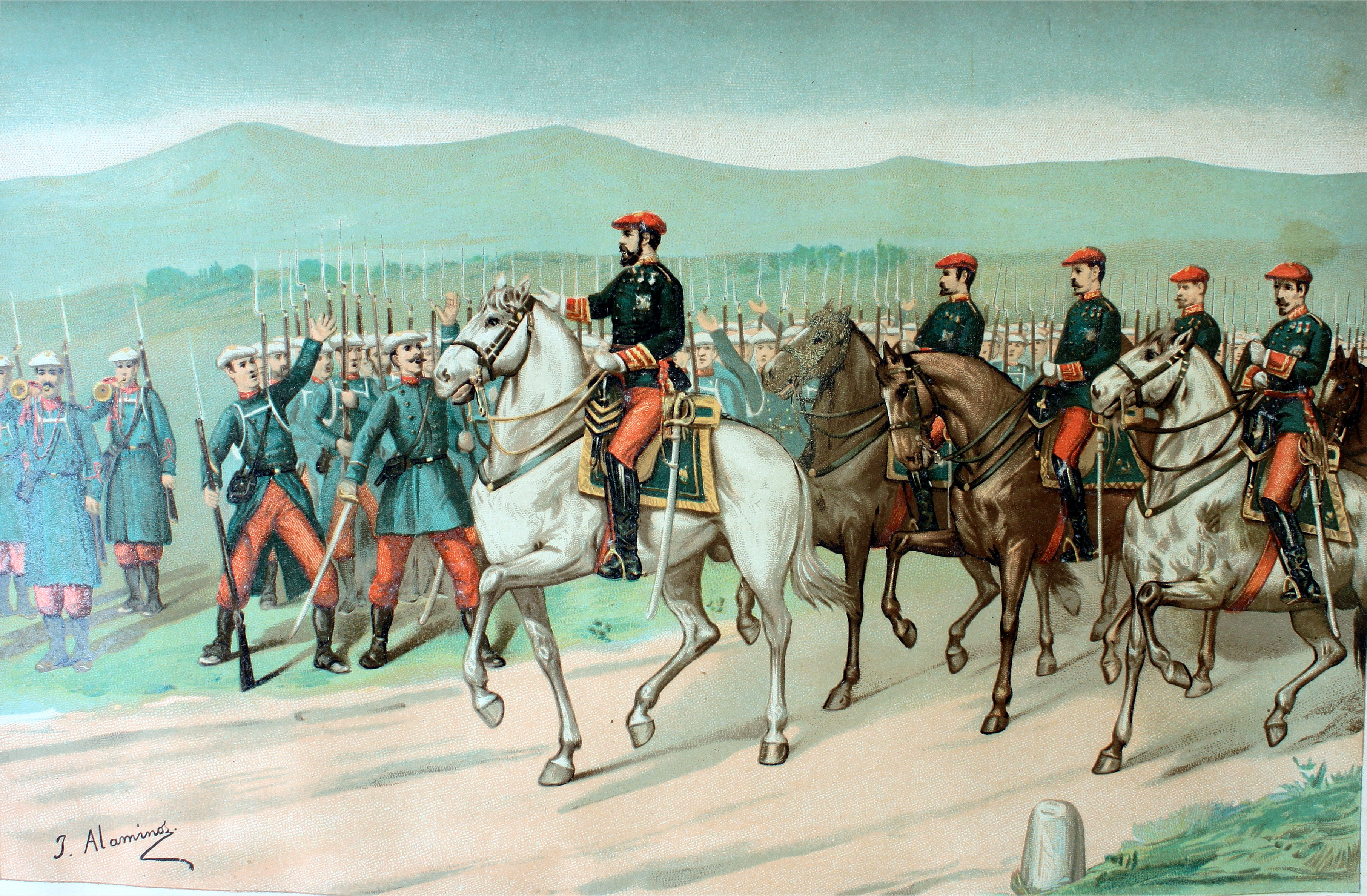
Charles VII, inspectant ses troupes durant la guerre carliste.

Poètes et écrivains glorifient celui en qui ils voient un maillon glorieux de l'Espagne éternelle, héritière de Récarède, de Pélage, du Cid et de Don Quichotte, mêlant souvenirs magnifiés de la Reconquête, épopée picaresque, espérance patriotique et ferveur religieuse. Ainsi, l'écrivain Julio Nombela consacre au prétendant un recueil de poésies, El romancero de Carlos VII. En France, le mouvement carliste cherche à recruter des troupes ; le comte Hilaire de Chardonnet se ruine pour financer le mouvement militaire et le comte de Foudras est condamné pour son entreprise de recrutement, de plus entachée d'escroquerie, par un jugement du tribunal correctionnel d'Amiens en 1873.

### Deux Bourbons pour un trône: alphonsistes contre carlistes
Le 22 août 1873, en pleine révolution cantonale après la proclamation de la République fédérale et seulement un mois après que Charles VII rentra en Espagne et donna l’impulsion à la troisième guerre carliste, se produisit un évènement décisif dans la restauration alphonsine, lorsqu’Isabelle donna un soutien total à Cánovas, en dépit de l’antipathie qu’elle avait envers lui, et qu’elle le chargea de diriger la cause de la dynastie des Bourbon,,,,. Comme l’a souligné Carlos Dardé, 

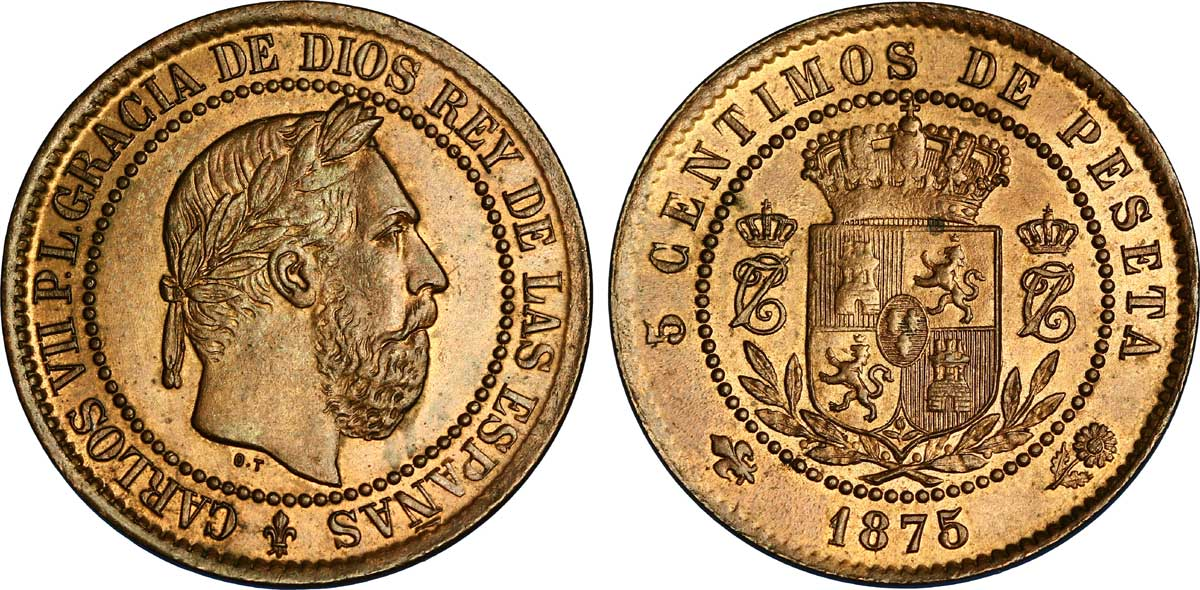
5 Centimos à l'effigie de Charles VII (Charles de Bourbon, prétendant carliste), 1875.

« la lettre qui communiqua à Cánovas sa désignation — signée par Isabelle et par Alphonse, en accord avec la condition imposée par le politicien malaguègne — […] supposait l’approbation explicite de la conduite suivie par Cánovas dans la période révolutionnaire ». Cánovas s’opposa à toute politique revanchiste et se montra « résolu à ne pas exclure ». « Je ne demanderai à celui qui viendra ce qu’il a été; il m suffira de savoir ce qu’il se propose d’être. Si nous arrivons un jour à mettre le prince Alphonse sur le trône, nous utiliserons tout ce qu’il y a d’utilisable dans le mouvement qui renversa la reine Isabelle. S’engager à rétablir ce qui est passé serait une faute grave et ses conséquences funestes nous affecteraient avant quiconque, la Monarchie et nous », écrivit-il. Comme l’a noté José Varela Ortega, « Pour Cánovas la conciliation était la victoire ; le revanchisme, sa défaite politique et personnelle ».

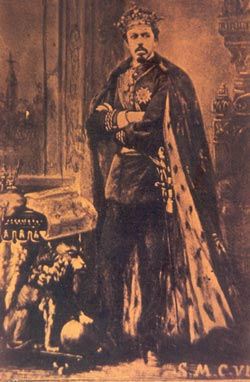
Photographie de Charles VII durant la guerre carliste.

La reine lui concéda également les pleins pouvoirs afin de s’occuper de l’éducation du prince. Cánovas décida que le moment était venu qu’il cesse sa formation scolaire pour en entamer une militaire, dans l’objectif de faire de lui un « roi-soldat » car, comme il le dit dans une lettre destinée à Isabelle, « il faut donner à tous les militaires honnêtes l’espoir que par la suite et aussitôt que don Alfonso sera en Espagne, [l’Armée] aura en lui un véritable chef et que sous son commandement elle servira la Partie […] ». Il tarda toutefois un an à atteindre cet objectif à cause de l’opposition que l’idée suscitait auprès du précepteur du prince, Guillermo Morphy, qui souhait qu’il reste un an de plus au Theresianum afin qu’il achève de se former « moralement et physiquement ». En octobre 1874, Cánovas envoya le prince, avec son accord — bien qu’Alphonse eût préféré aller dans une université pour avoir une meilleure connaissance des questions de gouvernement en tant que futur roi constitutionnel — et de sa mère, à l’Académie royale militaire de Sandhurst, au Royaume-Uni, car, ainsi qu’il l'expliqua dans une carte, « D. Alfonso vous être resté trop longtemps en Autriche pour qu’il ne convienne pas dès que possible […] vous emmener dans un pays […] qui ait plus de traditions constitutionnelles ». D’autre part, l'ancienne reine sembla assumer le projet canoviste selon lequel la restauration ne serait possible que si elle comptait avec l’appui de tous les groupes libéraux, sans exclusions, à la différence de ce qui était survenu durant son règne. C’est ce qu’elle lui assura dans une lettre : « Ton idée est mon idée et sans cette union de tous les partis à l’ombre de la bannière de mon fils, qui est la seule salvatrice de la partie, chacun conservant ses aspirations politiques, il n’y a pas d’avenir possible et la ruine de l’Espagne est inévitable ». Son intervention fut décisive pour l’acceptation du leadership de Cánovas par les anciens modérés de son règne.

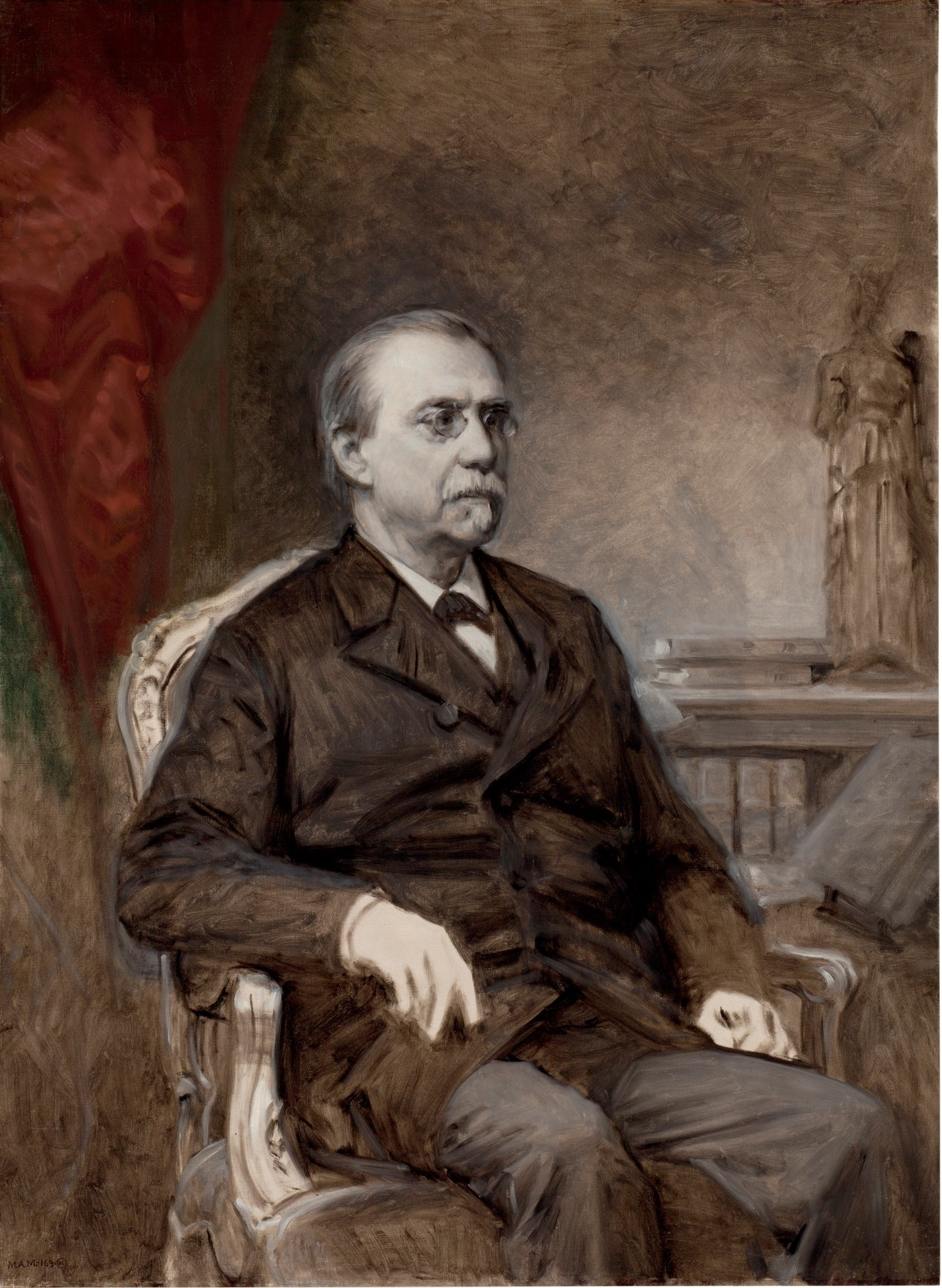
Antonio Cánovas del Castillo qui mène, à partir du mois d'août 1873, la cause de l'alphonsisme, en opposition au carlisme.

D'anciens unionistes et même d’« anciens révolutionnaires » de 1868 « repentis », comme Francisco Romero Robledo, rejoignirent le groupe des canovistes originels. Ils reçurent tous le soutien des élites sociales et économiques — singulièrement des milieux d’affaires catalan et madrilène, en particulier celui lié au commerce des colonies —, qui s’avéra décisif dans la consolidation des « alphonsins ». Manuel Suárez Cortina a souligné que « l'identification entre révolution et démocratie, la crainte irradiée par la Commune parisienne et le fait décisif que le sexennat démocratique n'avait pas altéré substantiellement les fondements du pouvoir avaient stimulé la réorganisation des secteurs les plus enclins à liquider l'expérience démocratique. Ainsi, Armée, Église et les classes moyennes et élevées virent dans la figure d’Alphonse XII et la Restauration de la monarchie un nouvel ordre, plus adapté à la nouvelle réalité internationale et aux expectatives des classes conservatrices ».
Cánovas ne souhaitait pas que la restauration des Bourbon se produise à travers le classique pronunciamiento — il l’écrivit explicitement à un ami : « je ne voudrais pas que la Restauration de la Monarchie constitutionnelle légitime soit due à un coup de force » —, bien qu’il maintînt des contacts assidus avec les commandements militaires, mais il tenait à ce qu’elle soit le résultat d’un large mouvement d'opinion. « Cánovas entendait que la monarchie ne pouvait pas survenir uniquement par l'action militaire, mais elle devait mûrir par l'action politique, et c’est seulement subsidiairement que devait intervenir l'Armée, lorsque les travaux politiques seraient déjà développés ».

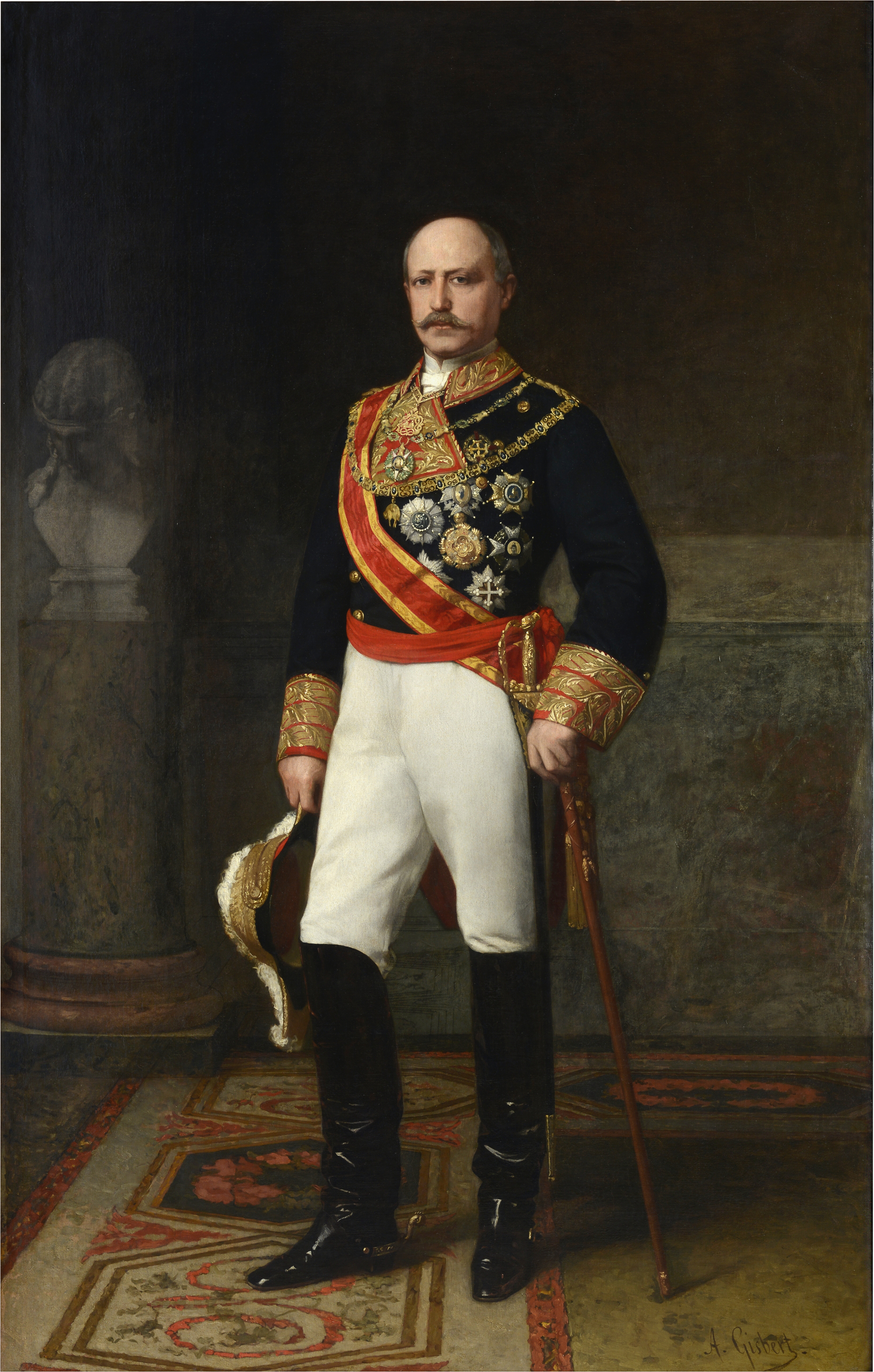
Le général Serrano, président du Pouvoir exécutif de la République après le triomphe du coup de Pavía le 2 janvier 1874.

C’est ainsi que Cánovas justifia encore, dans deux lettres écrites, l’une à l’ancienne reine Isabelle et l’autre au prince Alphonse, après le triomphe du coup d'État de Pavía du 2 janvier 1874 dont certains généraux liés au Parti modéré avaient tenté de profiter pour « se prononcer » en faveur du prince, pourquoi il avait tenté avec succès de les en dissuader, : il fallait créer « beaucoup d’opinion en faveur d’Alphonse », avec « calme, sérénité, patience, aussi bien que de persévérance et d’énergie ». En avril, il insista encore dans une nouvelle lettre envoyée à l’ancienne reine sur le fait qu’il fallait « préparer l’opinion largement et ensuite rester dans l’attente patiemment et en prévision d’une surprise, d’une explosion de l’opinion elle-même, un coup peut-être impensé, qu’il faudra mettre à profit rapidement pour ne pas qu’il soit gâché ».
Afin de gagner du soutien dans l’opinion, Cánovas encouragea la cŕeation de cercles alphonsins, qui s’étendirent dans tout le pays, et d’une presse favorable, en achetant peu à peu divers périodiques dans la capitale — notamment La Época (es) — comme en province. Comme l’a indiqué Manuel Suárez Cortina, « rapidement être alphonsin fut à la mode : le clergé, les femmes de la haute société et la bourgeoisie, et de larges secteurs de l'Armée diffusèrent l’idéal restaurateur d’une façon spécialement effective. Comme l’avait signalé l'ambassadeur anglais, The Ladies Revolution [litt. « La Révolution des dames »], la présence des femmes de classe moyenne et élevée, et le travail des réunions nocturnes et des salons furent fondamentaux dans la diffusion et le triomphe du mouvement alphonsin »,. Parmi les appuis que rencontra le projet canoviste, le groupe de pression hispano-cubain — le lobby esclavagiste mené par le marquis de Manzanedo et dont faisait partie la reine mère Marie-Christine de Bourbon, propriétaire d’un ingenio azucarero sur l’île —, très inquiet du projet d’abolition de l’esclavage et qui disposait d’un grand réseau de Cercles hispano-outremarins en Espagne et de casinos espagnols à Cuba et, surtout avait d’importantes relations avec l’Armée fut fondamental.

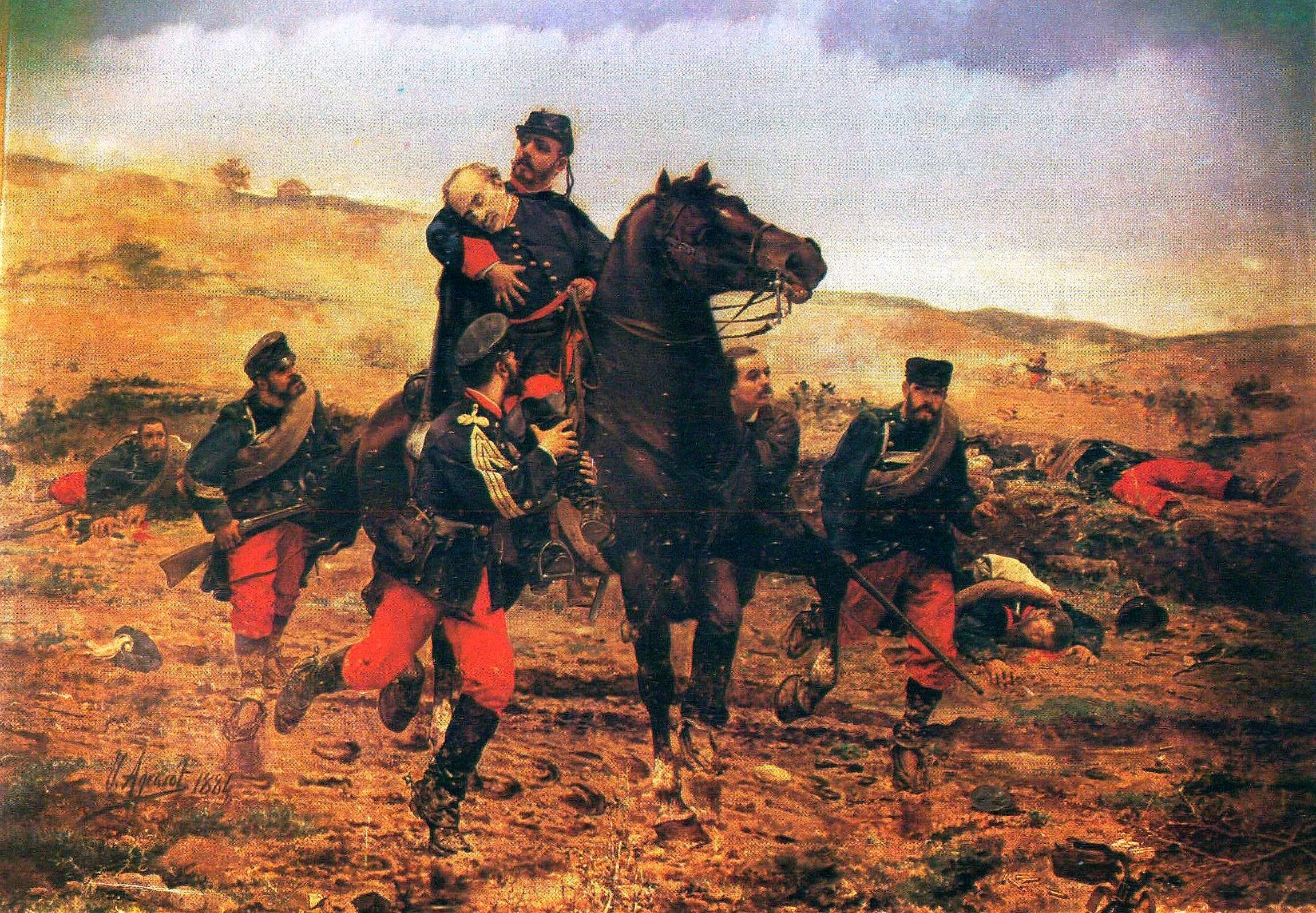
Muerte del Marqués del Duero (Mort du marquis du Duero, 1884) du peintre Joaquín Agrasot. La mort du général De la Concha, marquis du Duero, lors du siège d’Estella en juin 1874 fit échouer le projet de Cánovas de proclamer le prince Alphonse roi d’Alphonse après la victoire sur les carlistes (qui n’eut pas lieu jusqu’en février 1876).

Avec l’instauration de la République unitaire présidée par le général Serrano après le triomphe du coup d'État de Pavía du 2 janvier 1874, les initiatives conspiratrices en faveur d’une restauration bourbonnienne s’accélérèrent et se multiplièrent. Ceci étant, « le problème pour Cánovas n’était pas tant d’empêcher l’intervention militaire que de la contrôler et la soumettre à son large projet restaurateur, conciliateur, non revanchiste ». Pour ce faire il bénéficia de l’appui du général Manuel Gutiérrez de la Concha e Irigoyen, un militaire non lié au Parti modéré, et qui se trouvait au commandement de l'Armée du Nord déployée au Pays basque et en Navarre, bastions du carlisme. Le projet de Cánovas et de Concha était de profiter de l’occasion de la fin de la troisième guerre carliste après la prise d’Estella — capitale de l’État carliste — pour proclamer le prince Alphonse roi d’Espagne, mais le général Concha mourut dans l’ofensive et Estella résista, si bien que le plan échoua. En revanche, Cánovas n’avait pas confiance dans le général Martínez Campos, qui dirigea finalement le pronunciamiento de Sagonte qui mit fin à la République, en raison de sa proximité avec le Parti modéré, dont le projet différait de celui de Cánovas, comme l’illustrèrent les débuts de la Restauration. D’autre part, la mort du général Concha conforta Cánovas dans son idée que la restauration devait venir d’un mouvement général de l’opinion, d’une mobilisation citoyenne qui culminerait dans la formation de nouvelles Cortès, comme il le fit savoir à l’ancienne reine Isabelle lorsqu'il lui rendit visite à Paris entre le 8 et le 14 août.

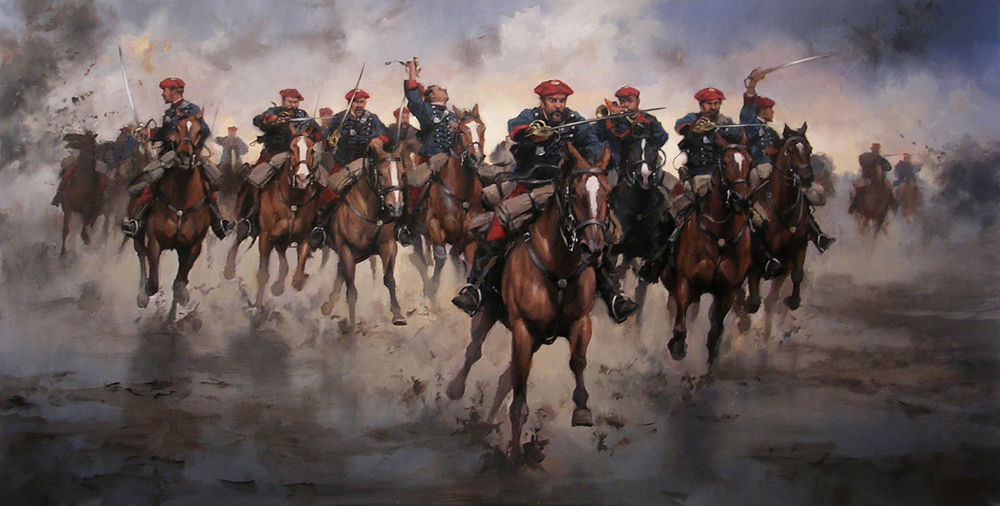
Peinture représentant la cavalerie carliste sous le commandement du roi Charles VII, par Ferrer Dalmau.

À la différence du Parti modéré, qui prétendait revenir à la situation antérieure à la révolution de 1868, Cánovas était convaincu que la réussite de la monarchie était conditionnée à son ouverture à toutes les options conservatrices et libérales, sans que le régime soit lié à un parti déterminé, comme cela s’était produit avec les modérés au cours du règne d’Isabelle II. Pour celui qui serait fréquemment qualifié de « artífice » (l’« artisan » ou l’« architecte ») de la Restauration, les frontières des forces qui avaient leur place dans la nouvelle république étaient le carlisme, à droite, et le républicanisme à gauche,.

### Vers la fin de la guerre
Bien que Cánovas ne souhaitât pas que la Restauration fût la conséquence d’un pronunciamiento militaire, aux premières heures du matin du 29 décembre 1874, le général Arsenio Martínez Campos lança un pronunciamiento à Sagonte — près de Valence — en faveur de la restauration de la monarchie des Bourbon en la personne du jeune Alphonse de Bourbon, qu’il proclama nouveau roi d’Espagne, donnant le signal qui était attendu dans les casernes et les salons aristocratiques,,.
Le pronunciamiento était soutenu par les généraux liés au Parti modéré, menés par le comte de Valmaseda, à qui le Manifeste de Sandhurst avait déplu et dont la publication accéléra les préparatifs du coup. Valmaseda, qui avait été capitaine général de Cuba et dont le chef d’État major durant son mandat avait été Martínez Campos, bénéficia de l’appui du groupe de pression hispano-cubain qui avait intérêt à mantenir le status quo de la colonie — c'est-à-dire le système esclavagiste — et inquiet que la guerre de Cuba ne puisse dériver sur « un second Haïti, dont l’humanité détourne le regard horrifiée », comme cela était dit dans un manifeste de la noblesse espagnole.

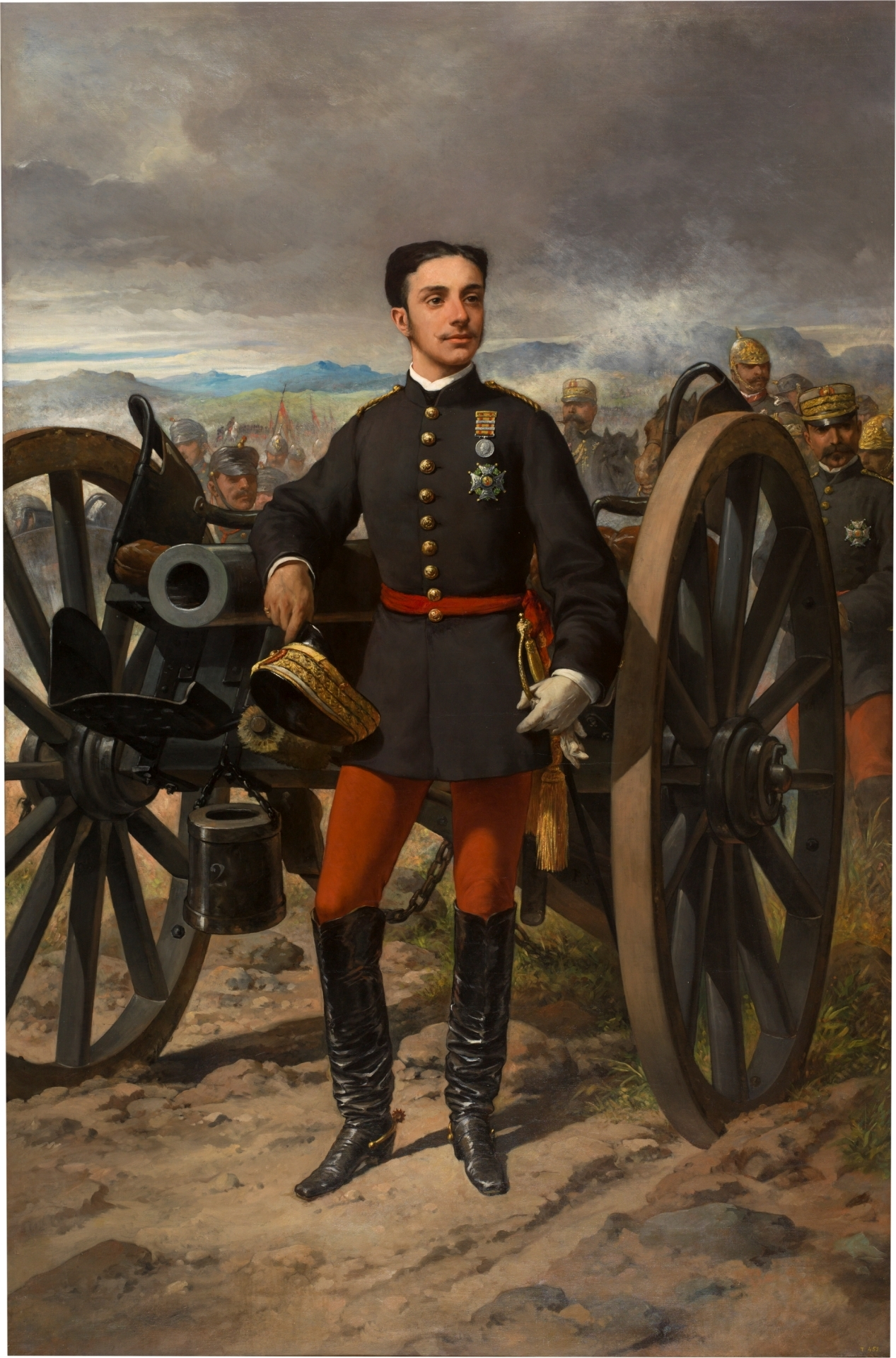
Portrait du jeune roi Alphonse XII, fils de l’ex-reine Isabelle II, et adversaire de Charles VII entre 1874 et 1876.

Étant donné les effectifs réduits qu'était parvenu à réunir Martínez Campos — environ 1 800 hommes —, « car aucune autre force n’était formellement impliquée », le pronunciamiento ne put réussir que grâce au soutien décisif que lui apporta le général « septembrino » Joaquín Jovellar, commandant en chef de l'Armée du Centre déployée pour combattre les carlistes. Jovellar envoya au ministre de la Guerre un télégramme affirmant « qu'un sentiment élevé de patriotisme, inspiré par le bien public et la nécessité de conserver une Armée unie pour faire face à la guerre civile et empêcher la reproduction de l'anarchie, le poussait à accepter le mouvement et à se mettre à sa tête ». Martínez Campos envoya un autre télégramme au ministre de la Guerre et au président du gouvernement leur demandant d'accepter la nouvelle situation, seule capable de « libérer le pays de l’anarchie et de la guerre civile ».

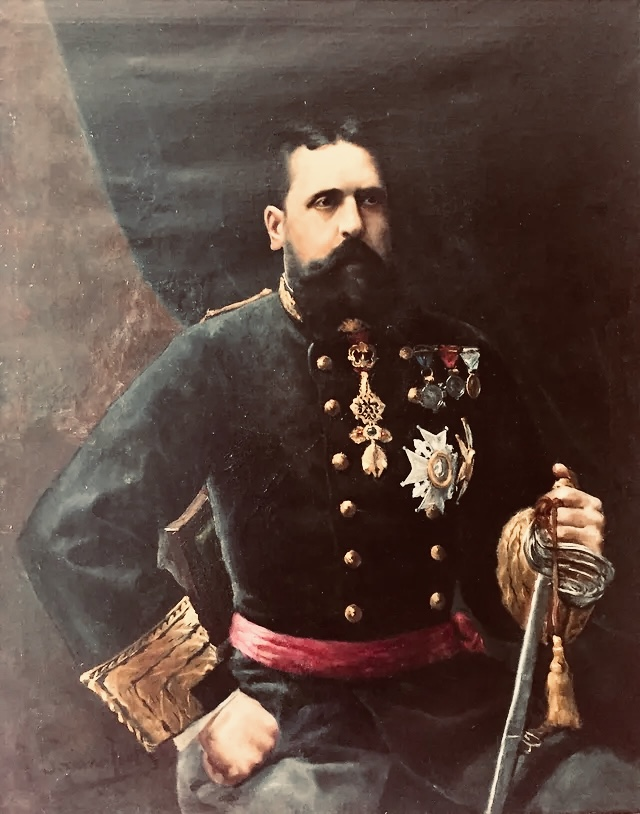
Portrait de Charles VII d’Espagne.

Le gouvernement présidé par le constitutionnaliste Práxedes Mateo Sagasta se montra prêt à faire face aux « rebelles » et dans la nuit du 30 décembre il se mit en contact télégraphique avec le président du Pouvoir exécutif de la République, le général Serrano, qui se trouvait à Tudela (ou Miranda del Ebro), à la tête de l'Armée du Nord qui allait lancer une grande offensive contre les carlistes. Cependant Serrano l’informa qu’il disposait de très peu de forces loyales prêtes à se rendre à Madrid, après que fut connue la décision du général Jovellar de soutenir le pronunciamiento. Dans le dernier télégramme — l’échange de message dura une heure et demi —, le général Serrano lui dit : « Le patriotisme m’interdit de laisser se former trois gouvernements en Espagne [le votre, l’alphonsin et le carliste] ». Il traversa ensuite la frontière avec le France.
Presque simultanément, le capitaine général de Madrid, Fernando Primo de Rivera, un autre général « septembrino » qui à l’origine était resté loyal au gouvernement, communiqua à Sagasta : « je me vois dans la sensible nécessité de vous manifester que la garnison de Madrid s’associe au mouvement de l’Armée du Centre, et qu’un nouveau gouvernement va être constitué » — à ce moment les troupes avaient déjà occupé les points stratégiques de la capitale et entouraient le siège du ministère de la Guerre où se trouvait réuni l’exécutif —. En réponse, le président du gouvernement lui livra le pouvoir le 30 décembre à 23 h, marquant le triomphe du pronunciamiento.
Le nouveau roi Alphonse XII arriva à Barcelone le samedi 9 janvier 1875 en provenance de Marseille, où il avait voyagé depuis Paris le 6 — avant de partir, il avait réuni le personnel de l’ambassade d’Espagne en l’assurant que son intention était d’« être le roi de tous les Espagnols » —. Le général Martínez Campos — qui avait mené le pronunciamiento de Sagonte et qui venait d’être nommé capitaine général de la Catalogne — monta à bord de la frégate Navas de Tolosa (es), navire de la Marine espagnole qui avait emmené le prince afin de le saluer. Il parcourut ensuite les rues de Barcelone sous les acclamations de la foule. En réponse au discours de bienvenue du maire de la ville, le Joaquín María de Sentmenat y de Villalonga, marquis de Sentmenat et de Ciutadilla, le nouveau roi affirma qu’il considérait « comme l'une de ses plus grandes gloires le titre de comte de Barcelone » : de ce noble et laborieux pays que j’aime tant depuis que j’ai appris son histoire}}. Par la suite fut célébré un Te Deum solennel dans la cathédrale de la ville, suivie d’une soirée de gala au grand théâtre du Liceu. Le roi télégraphia à sa mère : « Ma mère : la reception que l’on m’a faite à Barcelone excède mes attentes, elle excèderait tes désirs […] ». Le dimanche 10 janvier, en fin de journée, le roi partit dans la même frégate pour Valence et depuis là, après un bref séjour au cours duquel il assista à de nouvelles manifestations d’enthousiasme populaire, il se dirigea en train vers Madrid où il arriva le 14 janvier. Son entrée dans la capitale fut une qualifiée d’apothéose par les chroniques de l'époque. Cependant, plusieurs auteurs notent que son arrivée est accueillie avec une relative indifférence dans l'opinion,,

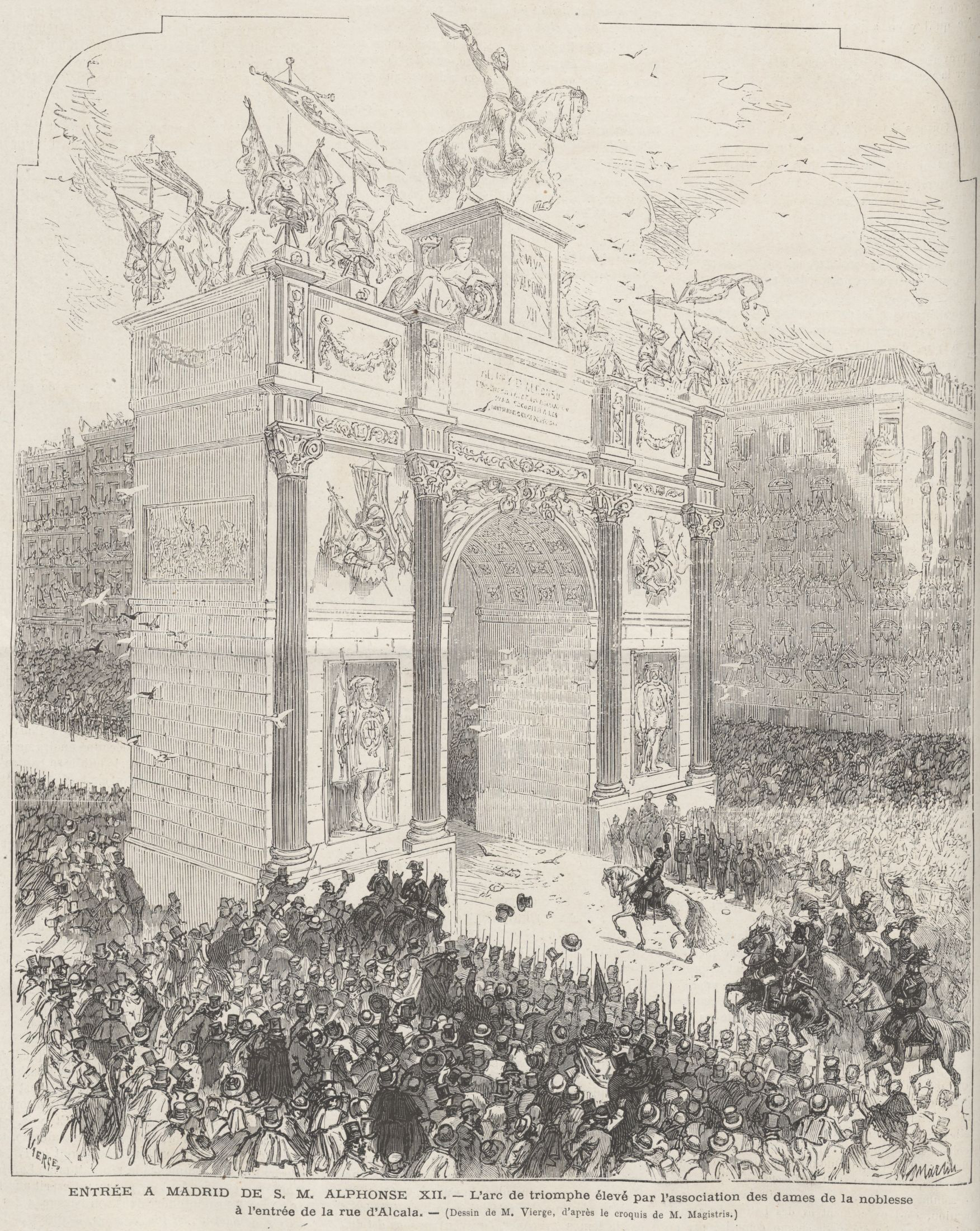
Gravure représentant l’entrée du roi Alphonse XII à Madrid, à son passage sous l’arc de triomphe érigé dans la rue d'Alcalá par l’association des dames de la noblesse.

À peine arrivé à Madrid, Alphonse XII confirma le gouvernement que Cánovas avait formé en son nom le 31 décembre. Celui-ci avait pris soin d’intégrer dans l’exécutif d’autres personnes que ses seuls partisans, comme Pedro Salaverría au Budget ou le marquis de Molins à la Marine, mais aussi deux hommes politiques importants du sexennat démocratique, Francisco Romero Robledo à la Gobernación — équivalent du ministère de l’Intérieur moderne —, et Adelardo López de Ayala à l’Outre-mer, ainsi qu’un militaire qui représenterait les généraux qui avaient soutenu le pronunciamiento, le « septembrino » Jovellar, qui occupa le portefeuille de la Guerre. Son objectif était de faire une « politique libérale, mais conservatrice » et d’éviter de céder devant les « principes démocratiques », sans toutefois être dominé par la « réaction » que représentaient les carlistes, alors que la guerre civile contre ces derniers n’était pas terminée. Il inclut également un membre du Parti modéré, le marquis de Orovio, qui fut à la tête du ministère de Fomento,. Cánovas ne proposa aucun portefeuille à Martínez Campos ni à son principal soutien, le comte de Valmaseda, tous deux liés au Parti modéré. Il nomma le premier capitaine général de Catalogne et le second capitaine général de Cuba, les éloignant ainsi de Madrid,. De nombreux modérés rejetèrent l’offre de participer au gouvernement lorsqu’ils apprirent que des « septembrinos » en feraient partie et que Cánovas leur confirma qu’il ne pensait pas rétablir la Constitution de 1845. L’un des modérés les plus importants, Claudio Moyano, lui dit qu’il considérait la collaboration comme impossible « étant donné le chemin que je présume que vous allez suivre »,.

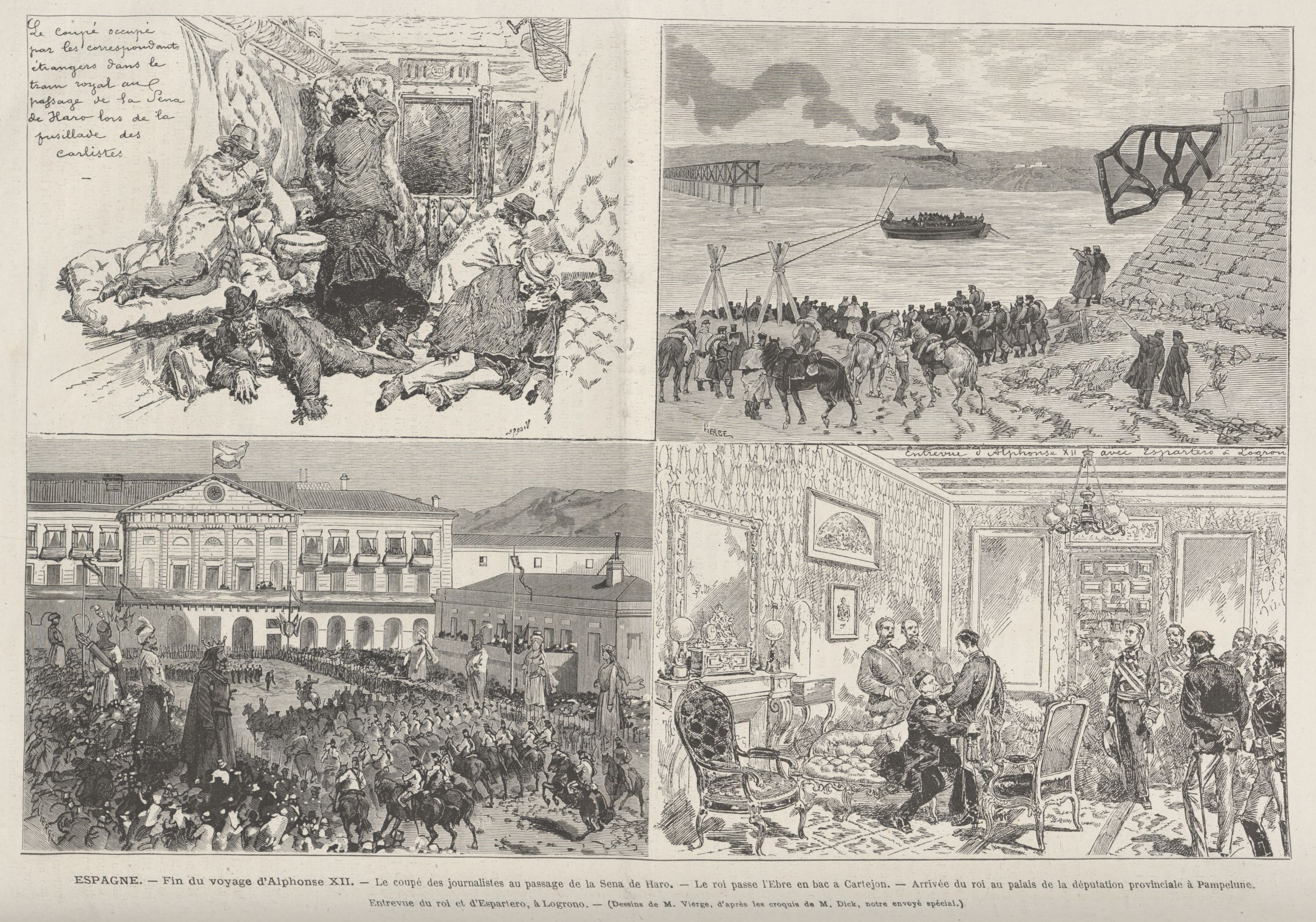
Quatre images du voyage que fit Alphonse XII au front nord de la guerre carliste. Celle d’en bas à droite représente la visite qu’il rendit au général Espartero sur son chemin de retour.

Quelques jours après son entrée à Madrid, Alphonse XII se rendit front nord de la guerre carliste, assumant le rôle de « roi-soldat » que Cánovas lui avait assigné. À Peralta (Navarre), il fit aux carlistes un appel à la paix (« Avant de déployer mon drapeau dans les batailles, je veux me présenter devant vous avec un rameau d'olivier ») mais il les assura également qu’il n’allait pas « tolérer le moins du monde une guerre inutile telle que vous soutenez contre le reste de la nation » et « qu’ils n’avaient pas de motifs pour la poursuivre » (« si vous accourez ici aux armes mus par la foi monarchique voyez en moi le reprétentant légitime d’une dynastie qui fut avec vous extrêmement loyelle jusqu’à sa chute passagère. Si cela a été la foi religieuse qui a mis les armes dans vos mains, en moi vous avez dores et déjà le roi catholique comme ces ancêtre. Je à la vérité aussi, et je serai, un roi constitutionnel, mais vous, qui avez tant d’amour pour vos libertés vénérées, pouvez-vous abriter le mauvais désir de priver de leurs légitimes et accoutumées libertés les autres Espagnols ? »). Toutefois la « proclamation de Peralta » n’eut aucun écho au sein des rangs carlistes — la guerre durerait encore un an — et avant de revenir à la capitale il passa par Logroño où il salua le général progressiste Baldomero Espartero, tout un symbole de l’ouverture à toutes les familles libérales de la nouvelle monarchie. Le roi l’avait déjà manifesté à peine rentré en Espagne, il répondit avec fermeté à l’allocution de l’archevêque de Valence qui l’avait averti qu’il montait « sur le trône auguste des Récarèdes et Ferdinands » : « Mon souhait est de donner la paix, la justice, la véritable liberté à tous, absolument tous les Espagnols, car je ne viens pas pour être roi d’un parti mais de l'Espagne entière ». Précisément, au sujet de son rôle comme monarque constitutionnel Cánovas commenta en privé :

« Je suis enthousiasmé par le roi. Nous nous sommes compris : il est franc, noble et loyal, et il porte, malgré sa jeunesse, dans l’âme l’amère expérience que confère l’émigration. Ceux d’entre nous qui fûmes des ministres avec sa mère, nous pouvons apprécier la différence. Dans ce règne il n’y aura pas de camarillas ni de favoritismes, et si le pays sait choisir un Parlement digne, il exercera sa souveraineté sans trouble. »

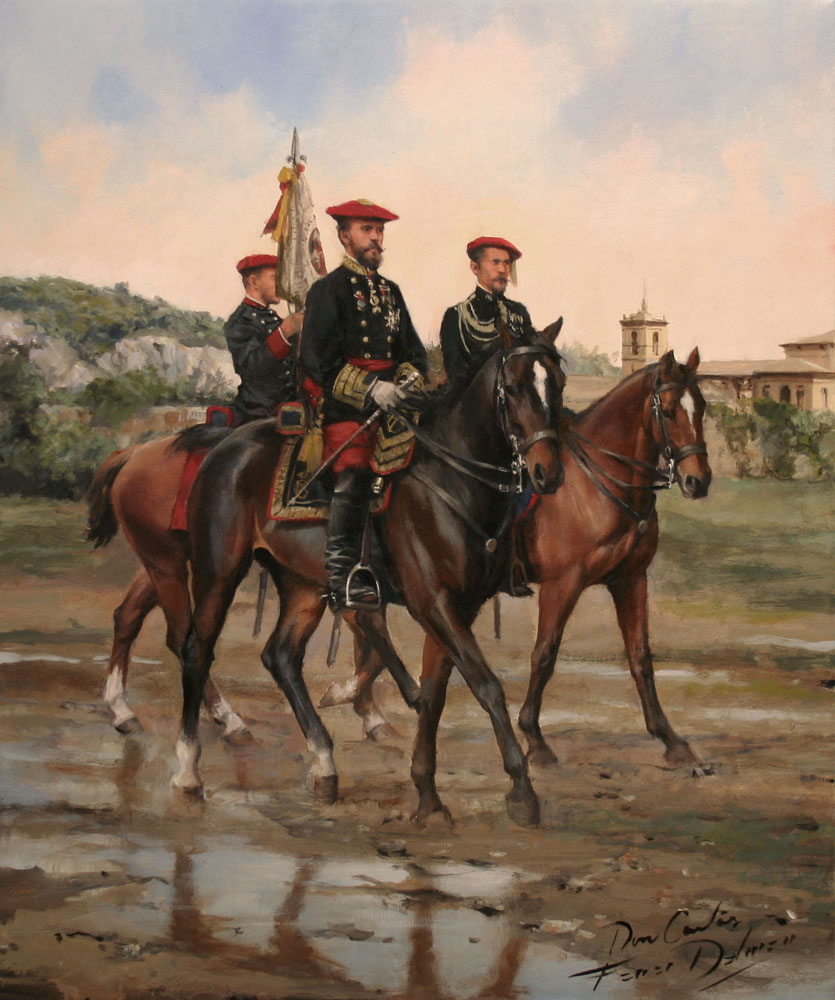
Portrait équestre de Charles VII, vers la fin du conflit carliste (1876).

Le roi resta au front de la guerre deux semaines. En une occasion il courut un grave danger et à son retour à Madrid, où il fit son entrée le 13 février, il fit quelques gestes en faveur des « révolutionnaires de septembre », comme la décoration qu’il attribua au docteur Pedro González de Velasco — un homme de gauche —, l’entretien qu'il eut avec le général Francisco Serrano, dernier chef de l’État de la Première République, ou le banquet qu’il donna au palais, où il invita les dirigeants du Parti constitutionnel, y compris son leader Práxedes Mateo Sagasta, dernier président du gouvernement de la République. Serrano comme Sagasta se montrèrent favorables à une collaboration avec la monarchie restaurée, particulièrement pour « vaincre l'ennemi de la liberté » (le carlisme). De fait le 5 janvier, quelques jours seulement après le pronunciamiento de Martínez Campos, un éditorial de La Iberia, journal des constitutionnalistes, avait affirmé que le Parti constitutionnel, « la plus authentique représentation de la révolution de Septembre », « maintient la défense de la Constitution espagnole de 1869, mais se montre disposé à collaborer avec le nouveau régime pour vaincre le carlisme et mettre fin à l’insurrection cubaine ». Dans un discours prononcé un an après devant les Cortès, Alphonse XII reconnut le travail réalisé par les constitutionnalistes « avant mon avènement au trône pour réorganiser le pays, en lui donnant les moyens avec lesquels dominer la guerre civile carliste, la flibusterie cubaine et l’anarchie intérieure ».
Cependant, la guerre se termine en 1876 avec la perte d'Estella, la capitale carliste, le 19 février, et par la fuite du prétendant vers la France, le 1er mars où dans le plus grand secret, il séjourne au château du Vernay chez l'un de ses soutiens, le comte de Chardonnet. Il y eut quelques tentatives postérieures, en profitant du mécontentement lié à la perte des dernières possessions d'outre-mer en 1898, mais qui n'eurent pas de succès.

## Le carlisme en exil

### De roi déchu à prétendant exilé

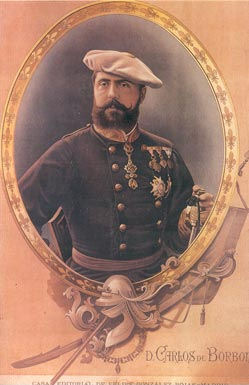
Portrait de l’ex-roi Charles VII.

La défaite militaire de 1876 affaiblit considérablement son potentiel mais ne signifia pas sa désapparition. En mars 1876, l’ex-roi Charles VII publia à Pau un manifeste dans lequel il persistait dans son attitude combattive, à l’issue duquel il dut quitter la France. Il passa par l’Angleterre et réalisa plusieurs voyages en Amérique, en Europe, en Afrique et en Asie, Il s’installa finalement à Venise au Palazzo Loredan dell'Ambasciatore que sa mère lui offrit en 1881. Au cours de cette période il réorganisa son parti et chargea de nouveau sa direction à Cándido Nocedal, qu’il désigna comme son délégué une fois la guerre terminée.
En 1879, Nocedal réforma le carlisme en mettant en avant son caractère catholique et en s’appuyant sur un réseau de titres de presse favorables qui menèrent une politique très agressive, ce qui l’opposa avec des secteurs carlistes partisans d’Union catholique (es), dirigée par Alejandro Pidal — d’où leur surnom de pidalistas —, qui regroupait d’anciens éléments modérés du carlisme qui n'avaient pas souhaité intégrer le Parti conservateur d’Antonio Cánovas del Castillo. Le roi Alphonse XII tenta d’attirer à lui les masses carlistes et conservatrices, en affirmant : « [je serai] catholique comme mes ancêtres et libéral comme mon siècle ». Cette tendance s’incarna dans le « pidalisme », qui revendiquait l'unité catholique sur le plan religieux. Ce mouvement eut comme organe d’expression officiel La Unión et fut dirigé par les frères Luis et Alejandro Pidal, qui fonda la revue La España Católica.

### L’affirmation politique du parti carliste
Depuis le journal El Siglo Futuro, fondé par Cándido et Ramón Nocedal, les carlistes firent campagne contre la Constitution de 1876, affirmant que les catholiques libéraux — les « métis », comme ils les appelèrent — était une aberration monstrueuse, que le libéralisme était incompatible avec le catholicisme et constituait « la synthèse de toutes les erreurs et hérésies » ; selon eux les catholiques ne pouvait militer que dans le parti diamétralement opposé, le carlisme. Avec ces postulats et en s'appuyant sur le Syllabus de Pie IX, ils attirèrent le vote de la grande majorité du clergé et de nombreux catholiques.

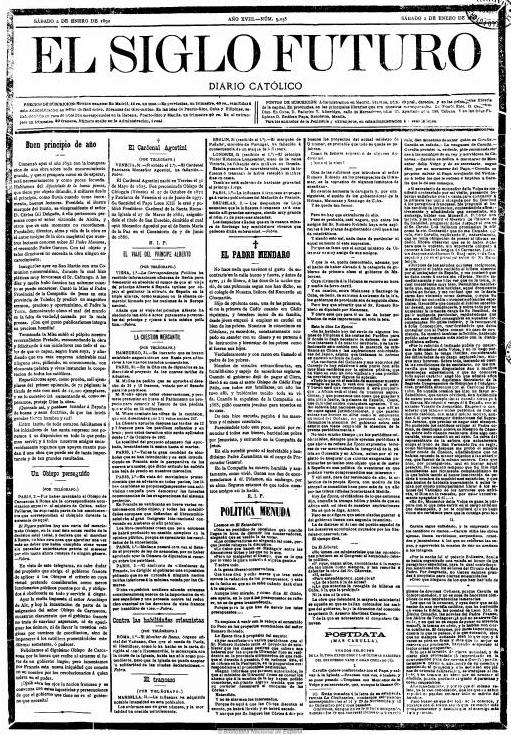
El Siglo Futuro

Le fils de Pedro de la Hoz, Vicente de la Hoz y Liniers, et son beau-frère  Antonio Juan de Vildósola fondèrent le journal  La Fé, continuateur de La Esperanza. En 1881 La Fé accueillit favorablement l'idée de collaborer avec les catholiques libéraux dans l’Union catholique, ce qui entraîna une opposition avec El Siglo Futuro. L'un des objectifs de l’Union catholique était de faire en sorte que Nocedal la reconnaisse et qu’il rejoigne son mouvement. Le refus de Nocedal déclencha d’importantes polémiques. La Fé en vint à affirmer que Nocedal représentait « le « néo-catholicisme » ingéré dans le vieux parti carliste pour le dominer et le dénaturer ». Début 1884, Alejandro Pidal fut nommé ministre du Fomento dans un gouvernement présidé par Cánovas, ce qui conforta dans leur position Nocedal et les carlistes intransigeants, qui dirent que ce fait supposait l'acceptation par Pidal du libéralisme politique.
Après la mort de Cándido Nocedal en 1885 on s’attendit à ce que son fils Ramón soit désigné son successeur mais Don Carlos préféra assumer lui-même la direction du parti. Au motif de la naissance d’Alphonse XIII en 1886, il publia un manifeste aux Espagnols revendiquant la Couronne espagnole. Peu de temps après il fit un second voyage en Amérique du Sud et donna une nouvelle organisation à son parti, divisant l’Espagne en quatre grandes circonscriptions et nommant le chef de chacune d’entre elles — León Martínez Fortún, Juan María Maestre, Francisco Cavero et le marquis de Valdespina —, lui conférant un certaine structure militaire (comme l'étaient tous les chefs). C’est à la même époque que fut fondée à Madrid la première organisation de jeunesse carliste (Juventud Carlista), présidée par Reynaldo Brea, qui fut rapidement suivie de nombreuses autres.

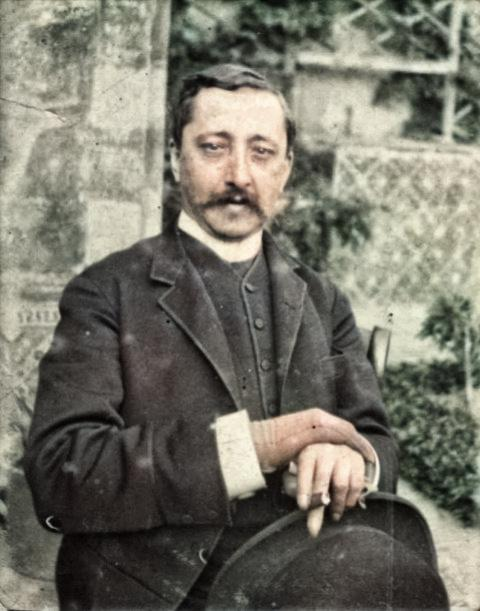
Luis María de Llauder.

Depuis El Siglo Futuro, Ramón Nocedal, insatisfait du rôle secondaire auquel il se trouvait relégué, ne cessait d'attaquer La Fé, qui représentait la tendance belliqueuse du parti carliste. Les appels à la paix de ses partisans de Charles VII ne furent pas écoutés. En 1888, le dirigeant carliste catalan Luis María de Llauder publia El pensamiento del Duque de Madrid (« La pensée du duc de Madrid »), qui exposait la position du prétendant par rapport aux vifs débats qui secouaient la presse carliste. Nocedal manifesta son opposition à cette publication, soutenant dans El Siglo Futuro que dans la communion traditionaliste « Dieu » venait en premier, puis la « Patrie » et seulement en dernier le « Roi », en accord avec la célèbre devise, donnant à entendre que Charles de Bourbon commandait ou soutenait des choses contraires à la religion et à la patrie.
Indigné, le prétendant expulsa Nocedal du parti, qui affirma plus tard que Don Carlos s’était libéralisé. Félix Sardá y Salvany combattit point par point El pensamiento et à la fin juillet 1888 El Siglo Futuro publia un manifeste — Manifiesto de Burgos, « Manifeste de Burgos » —, reproduit dans de nombreux quotidiens de provinces, présentant le programme du nouveau Parti intégriste, qui soutenait « la vérité catholique intègre » et entre autres choses le rétablissement de l’Inquisition.[réf. nécessaire]
Afin de disposer d’un organe de presse fidèle, le prétendant carliste fonda à Madrid par l’intermédiaire de Llauder El Correo Español. Début 1890 il nomma le marquis de Cerralbo son délégué dans toute l'Espagne, qui améliora l’organisation du parti, nommant des chefs et des comités régionaux et provinciaux, et fondant de nombreux cercles et groupes de jeunesse. Sa nomination coïncida avec le début des congrès catholiques et la naissance du catholicisme politique militant, sans anti-dynastisme d’aucune sort, si bien que la position des carlistes pratiquèrent généralement l'abstention à ce sujet. Ne souhaitant pas renoncer au légitimisme, ils soutenaient que le triomphe total de l'Église ne pourrait être obtenu qu’à travers celui de Charles VII et se montrèrent très intransigeants, en opposant à la posture du « moindre mal » celle du « plus grand bien ».
Jusqu’alors le carlisme avait été le seul parti régionaliste organisé en Espagne, sans attaquer l’unité nationale — « centralisation politique, décentralisation administrative » —. La décentralisation administrative supposait la reconnaissance des fors des différentes régions d’Espagne sur les plans social, civil, budgétaire et administratif. En 1891 fut fondée en Catalogne l'Unió Catalanista, non affiliée au carliste et indifférente au principe religieux, qui élabora les Bases de Manresa. Ce projet incarnait un autonomisme qui allait au-delà de ce que défendaient les carlistes, en vertu duquel la Catalogne devait devenir un État à l’intérieur de l’État espagnol. Les carlistes restèrent à l’écart de cette tendance, qui allait contre son programme espagnoliste, mais ils menèrent la campagne en faveur des fors au Pays basque et en Navarre.

### Les dernières années du carlisme
À partir de 1890, le  marquis de Cerralbo fut à la tête du carlisme, qu’il reconstruisit comme un parti de masses centrée sur des assemblées locales nommées « Círculos » (« Cercles »), dont plusieurs centaines furent fondés dans toute l’Espagne, rassemblant plus de 30 000 associés en 1896. Ces assemblées furent imitées par d’autres forces politiques. En plus d’une activité politique, elles réalisaient des actions sociales, ce qui amena le carlisme à une opposition active au système politique de la Restauration. Le parti carliste obtint 5 députés en 1891. 7 en 1893, 10 em 1896, 6 en 1898, 2 en 1899. Aux élections de 1907, les candidats carlistes se présentèrent dans la coalition Solidaritat Catalana, avec les régionalistes, les intégristes et les  républicains nationalistes et fédéraux.
À partir de 1903, Juan Vázquez de Mella, directeur d’El Correo Español, devint le leader parlementaire et principal idéologue du carlisme, avec une importante influence sur la pensée traditionaliste espagnole. Il fut le principal rédacteur en 1897 de l’Acte de Loredan (1897), mise à jour programmatique du traditionalisme.
Lorsqu’éclata la guerre hispano-américaine en 1898, don Carlos ordonna depuis Bruxelles aux carlistes de ne rien faire qui puisse compromettre le succès de l'Espagne et aux chargés de défendre la souveraineté espagnole sur Cuba et les Philippines d’y contribuer de toutes leurs forces. Il en vint à menacer formellement d’une nouvelle guerre civile si on ne luttait pas pour défendre l’honneur national et dit qu’il ne pourrait assumer la responsabilité historique de la perte de Cuba. Nombreux étaient ceux qui pensaient que la perte des colonies produirait en Espagne une révolution qui renverserait la dynastie, comme c’était arrivé en France avec la perte de l’Alsace et de la Lorraine en Guerre de 1870. Pour cette raison, après la signature du traité de Paris, considéré comme un déshonneur national, l’opinion générale était que les carlistes allaient se lancer dans une nouvelle guerre, profitant du mécontentement au sein de l'Armée et du peuple.
Il y eut des préparations en vue d’un soulèvement et quelques généraux et unités militaires eurent des contacts avec les carlistes, mais le gouvernement fut informé de la conspiration, le général Weyler s’en retira et les puissances européennes manifestèrent leur opposition au mouvement, si bien qu’il échoua finalement. Le marquis de Cerralbo quitta le pays, présenta sa démission et fut remplacé en décembre 1899 par Matías Barrio y Mier. Les jeunesses carlistes attribuèrent l’échec du soulèvement à l’opposition de Marie-Berthe de Rohan, deuxième épouse du prétendant, dont on dit qu’elle l’avait retenu lorsqu’il était parti vers l’Espagne. Certains carlistes que l’occasion qui se présentait était la meilleure occasion pour le triomphe de leur cause et tentèrent de réaliser le soulèvement sans l'autorisation des principaux chefs du mouvement.Salvador Soliva ourdit une conspiration à Barcelone, qui échoua à cause du manque de réserve et d’organisation de ses auteurs, et en octobre 1900 eut lieu un soulèvement à Badalone, au cours duquel 60 hommesattaquèrent sans succès la caserne de la Garde civile. Il y eut également des tentatives d’insurrection à Igualada, Berga et Piera, et hors de le Catalogne à Jijona et dans la province de Jaén, qui furent défaites rapidement. Cette tentative avortée amena une crise dans le carlisme et motiva une réponse répressive du gouvernement, qui interdit toute la presse carliste pendant plusieurs mois et ferma tous ses cercles.

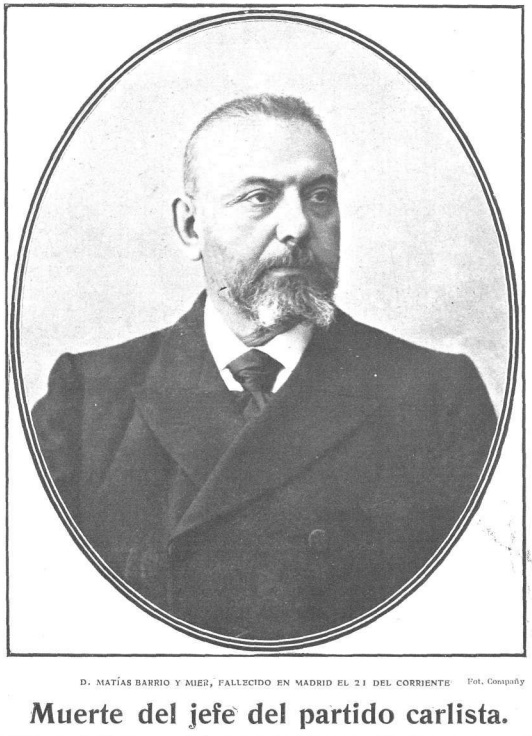
Matías Barrio y Mier

Matías Barrio y Mier, professeur à l’université centrale et député pour Cervera de Pisuerga, parvint à réconcilier le marquis de Cerralbo et Juan Vázquez de Mella  avec Don Carlos, qui se traduisit dans la candidature de Vázquez de Mella pour Barcelone.
La politique anticléricale du gouvernement et sa persécution des ordres religieux permit un certain regain du carlisme, qui s'allia avec l’intégrisme — mettant fin à l’affrontement entre les deux formations traditionalistes — et même avec les partisans de Silvela afin de combattre les projets du gouvernement libéral José Canalejas, qui s’était proposé d’imiter Waldeck-Rousseau, alors que la presse libérale disait « il n’y a pas de véritable libéralisme sans anticléricalisme ». Au même moment le catalanisme progressait dans les urnes et un nationalisme basque sécessioniste faisait son apparition, auquel les carlistes s’opposèrent dans un premier temps.

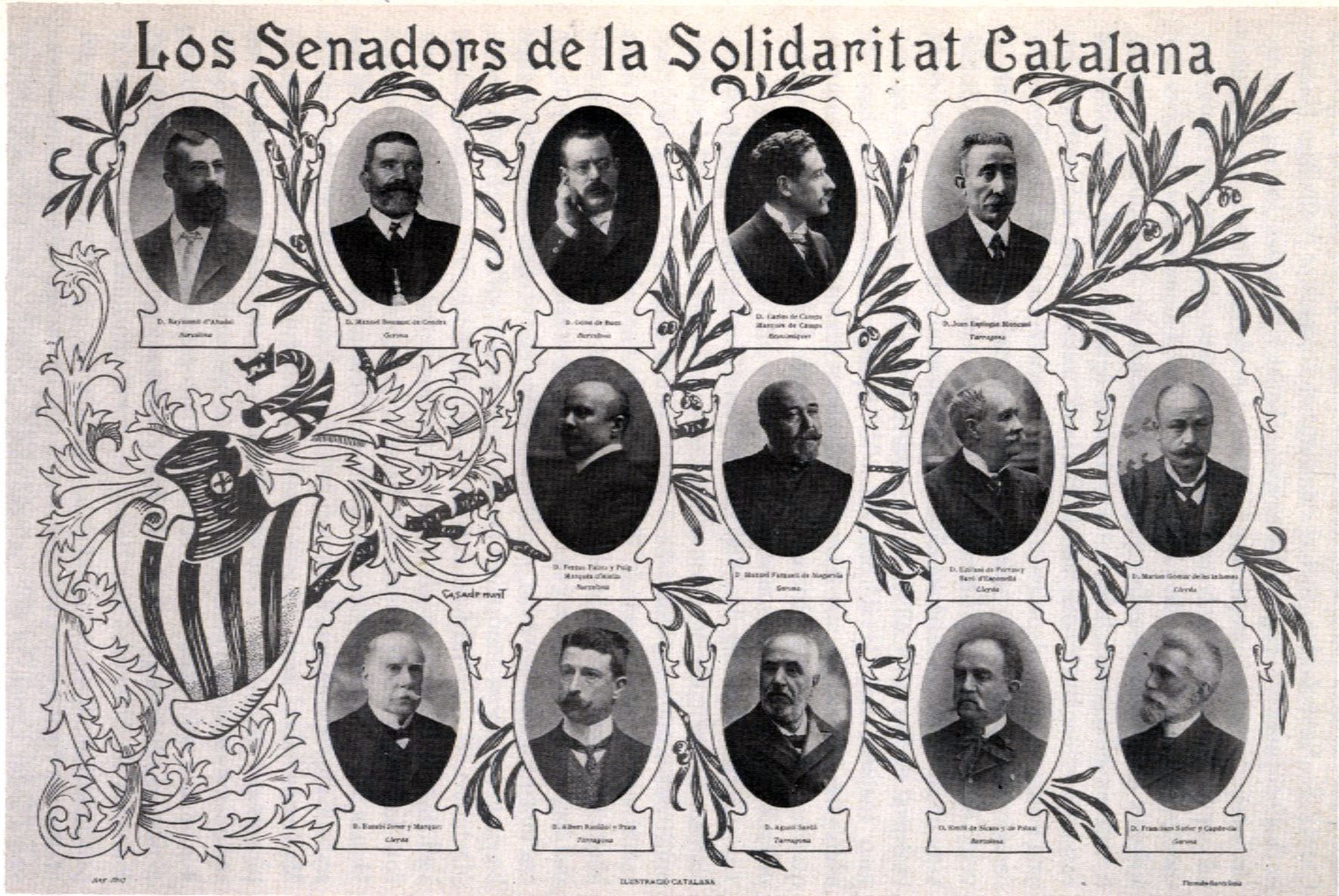
Affiche des sénateurs de la Solidaritat Catalana.

En Catalogne, le républicain Alejandro Lerroux se présentait, avec le soutien officieux des gouvernements[réf. à confirmer], comme comme le garde-fou contre le catalanisme. Contre lui se constitua la coalition Solidaritat Catalana, qui trouva son origine dans le rejet de la Ley de Jurisdicciones, qui plaçait sous juridiction militaire les offenses faites oralement ou par écrit à la patrie ou à l'Armée.
Parmi les carlistes catalans, la question de l'alliance avec les catalanistes suscitait des opinions variées. Une partie considérait qu’une telle union était contraire aux principes, à l’histoire et au caractère du parti carliste, particulièrement en tenant compte de la tendance anti-religieuse de certains éléments de la coalition. Cependant, El Correo Catalán et quelques politiciens carlistes comme Pedro Llosas Badía, firent en sorte que l’on laissât liberté aux carlistes de rejoindre ou non le mouvement selon l'avis du chef régional carliste de Catalogne, José Erasmo de Janer, après avoir consulté Don Carlos, qui s’était montré contraire à la coalition dans un premier temps.
Grâce au succès électoral de Solidaritat Catalana, les carlistes obtinrent 9 députés au Congrès, ce qui suscita un grand enthousiasme dans les rangs traditionalistes, où l’en en vint à croire que la coalition mettrait fin au régime et faciliterait le triomphe du prétendant. Cependant, dans le reste de l'Espagne, l'opinion des carlistes resta opposée à cette compromission des partisans locaux.
Le 17 juillet 1909, le prétendant carliste mourait à Varèse, coïncidant avec la Semaine tragique de Barcelone qui supposa la fin de Solidaritat Catalana, et à l’occasion de laquelle les carlistes se mirent du côté du gouvernement conservateur Maura, qui s'opposait aux projets anticléricaux des libéraux.

## Prétendant au trône de France

### La succession du comte de Chambord

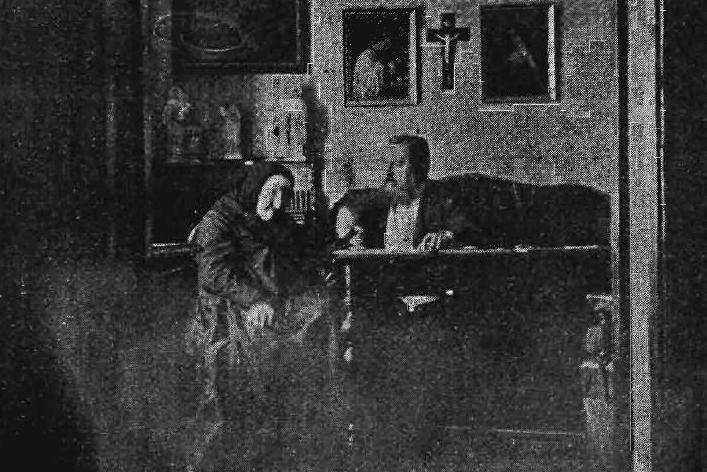
Charles avec sa mère Marie-Béatrice d’Autriche-Este, belle-sœur du comte de Chambord.

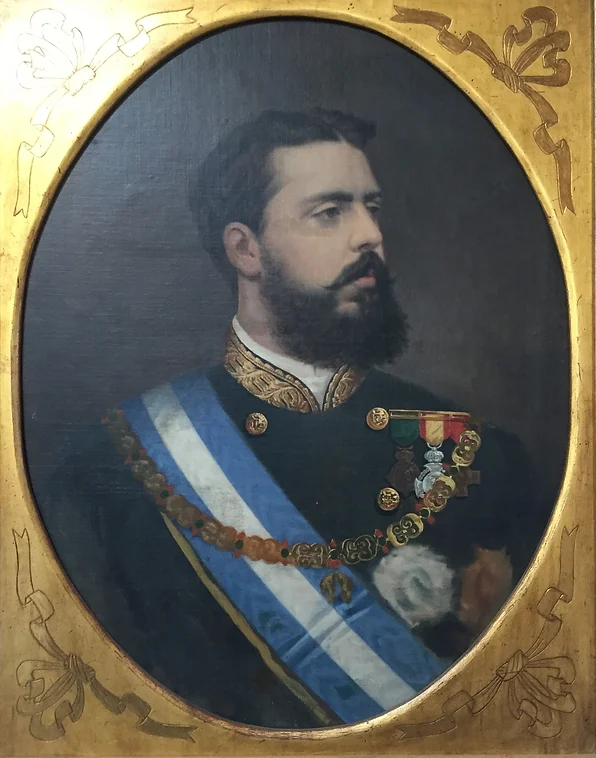
Portrait de Charles dans sa jeunesse.

Manifeste du 3 octobre 1868 : « J’entends également maintenir par cet acte tous mes droits au trône d’Espagne et mes droits éventuels au trône de France si la branche aînée représentée aujourd’hui par mon auguste oncle Henri V, que Dieu garde, venait à disparaître ». Au décès de son père le 18 novembre 1887, Charles de Bourbon devient l'aîné des descendants d'Hugues Capet, de saint Louis, d'Henri IV et de Louis XIV. Les légitimistes français le reconnaissent alors comme roi de France et de Navarre sous le nom de Charles XI.
Le 15 juillet 1881, le duc de Madrid assiste à la messe de la Saint-Henri, fête patronale de son oncle le comte de Chambord (prétendant légitimiste au trône de France). Le retentissement donné à cet événement vaut à Charles de Bourbon d'être expulsé, du territoire de la République (par arrêté d'Ernest Constans, ministre de l'Intérieur et des Cultes, et de son sous-secrétaire d'État, Armand Fallières — futur président de la République —, en date du 16 juillet 1881) et à une trentaine de jeunes saint-cyriens qui se sont rendus à cette messe, d'être exclus, de leur école militaire (par décision ministérielle du général Farre, ministre de la Guerre).
Dans une lettre privée envoyée le 3 septembre 1883, il notifie « la force des liens indissolubles » qui l'attache à l'Espagne, affirmant : « C'est à elle seule que j'appartiens et je lui appartiendrai toujours ».
Dans une lettre écrite à sa tante, la comtesse de Chambord, le 24 octobre 1883, Don Carlos évoque l’attitude des d’Orléans : « (…) Ils ont bien démontré leur perfidie en essayant de convertir le pardon chrétien que mon oncle Henri V leur a si généreusement accordé en une reconnaissance de droits qui n’ont jamais existé et que, par conséquent, mon oncle ne reconnaissait pas lorsqu’il leur concédait la place qu’il leur revient dans la famille, c’est-à-dire la dernière (…) ».

### Charles et le parti légitimiste

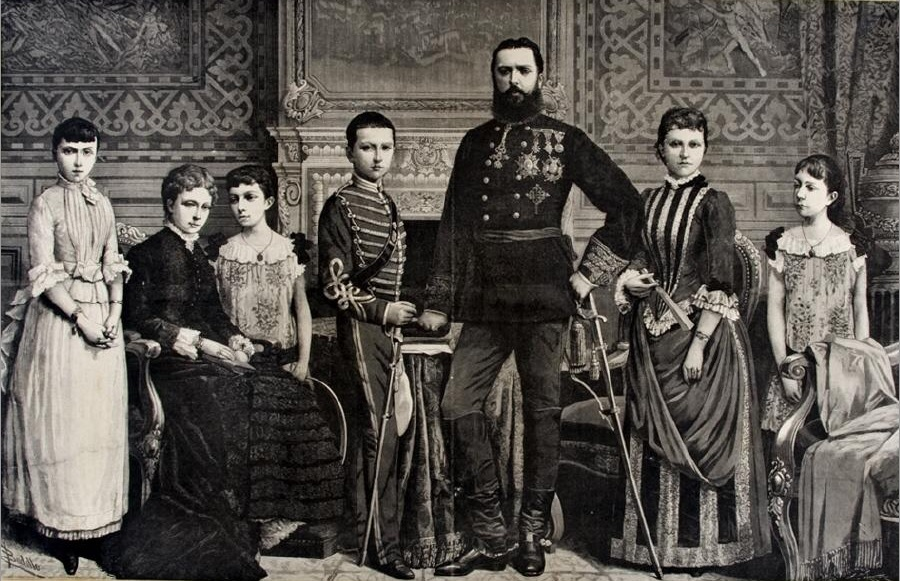
Charles de Bourbon et sa famille.

Le 11 juin 1889, il charge son représentant en France, Joseph du Bourg, en obéissance aux demandes transmises par Marguerite-Marie Alacoque, de déposer en la cité du Sacré-Cœur, Paray-le-Monial, un document officiel consacrant sa personne et la France au Sacré-Cœur.
Il écrit parfois à ses partisans, comme le 14 septembre 1888, réunis à Sainte-Anne d’Auray : « Il n’y a que deux politiques en présence dans l’histoire contemporaine : le droit traditionnel et le droit populaire. Entre ces deux pôles, le monde politique s’agite. Au milieu, il n’y a que des royautés qui abdiquent, des usurpations ou des dictatures. Que des Princes de ma famille aient l’usurpation triomphante, soit. Un jour viendra où eux-mêmes ou leurs descendants béniront ma mémoire. Je leur aurai gardé inviolable le droit des Bourbons dont je suis le chef, droit qui ne s’éteindra qu’avec le dernier rejeton de la race issue de Louis XIV ».

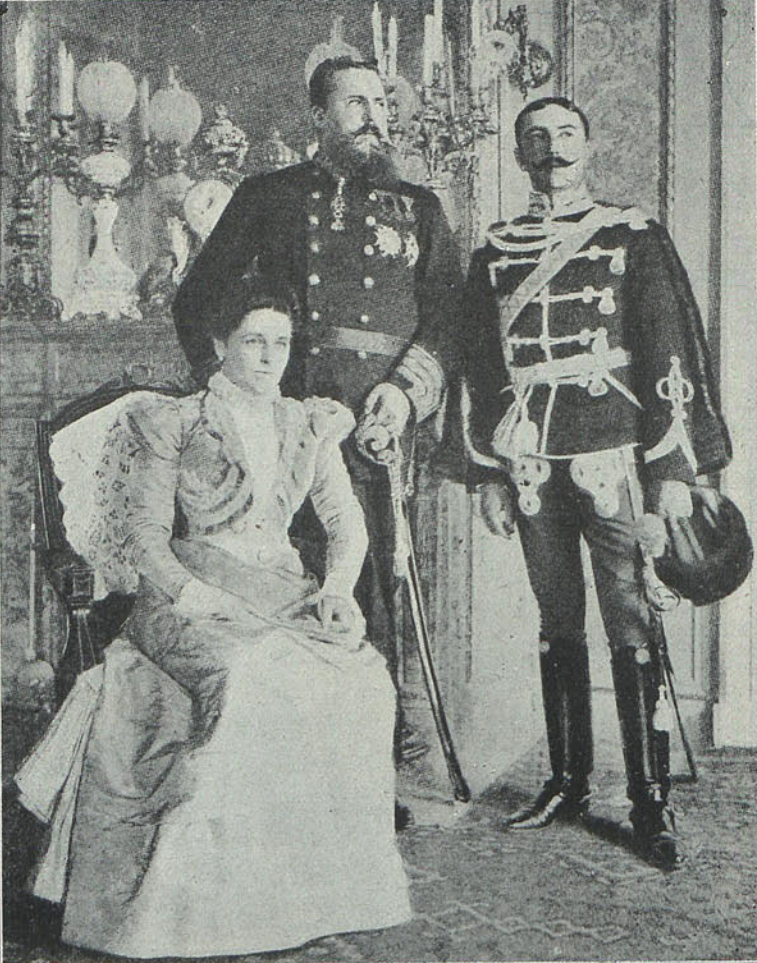
De gauche à droite : Berthe de Rohan, Charles de Bourbon et son fils Jacques de Bourbon.

Le 23 mai 1892, il proteste auprès du comte de Paris contre l’emploi que celui-ci fait des pleines armes de France, c’est-à-dire sans la brisure des cadets constitué par le lambel à trois pendants des Orléans.
Le prétendant entre en conflit avec son représentant, le prince de Valori en 1892 et le mouvement légitimiste connaît une première scission quand certains se rallient à la branche des ducs de Séville.
Le Journal de Paris accepte le ralliement prôné par Léon XIII et cesse d’être un soutien au légitimisme.
Charles, suivant lui-même les consignes du pape, refuse de nommer un nouveau représentant en France et le mouvement légitimiste s’en trouve une nouvelle fois affecté par une crise de confiance.

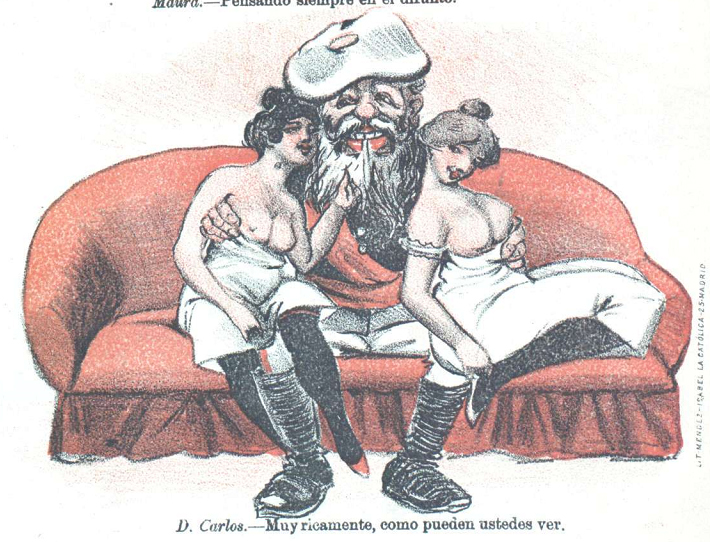
Caricature anti-carliste de Charles de Bourbon.

Il faut attendre 1896 pour que le prétendant accepte de nommer un nouveau représentant, en la personne du comte Urbain de Maillé de La Tour-Landry (1848-1915). Ce dernier réorganise le mouvement légitimiste en un Conseil central des comités légitimistes qui allait exister jusqu’en 1914.
En 1896, à l’occasion du 1400e anniversaire du baptême de Clovis, le Prince adressait un message aux  catholiques français dans lequel il déclarait notamment : « L’avenir de la France est entre vos mains. Sachez donc vous affranchir du joug maçonnique et satanique, en revenant franchement et avec l’ardeur qui vous caractérise, à la vraie tradition chrétienne et nationale dont, par ma naissance, c’est-à-dire par la volonté de Dieu, je suis le SEUL REPRESENTANT LEGITIME ».

### Épuisement politique du légitimisme

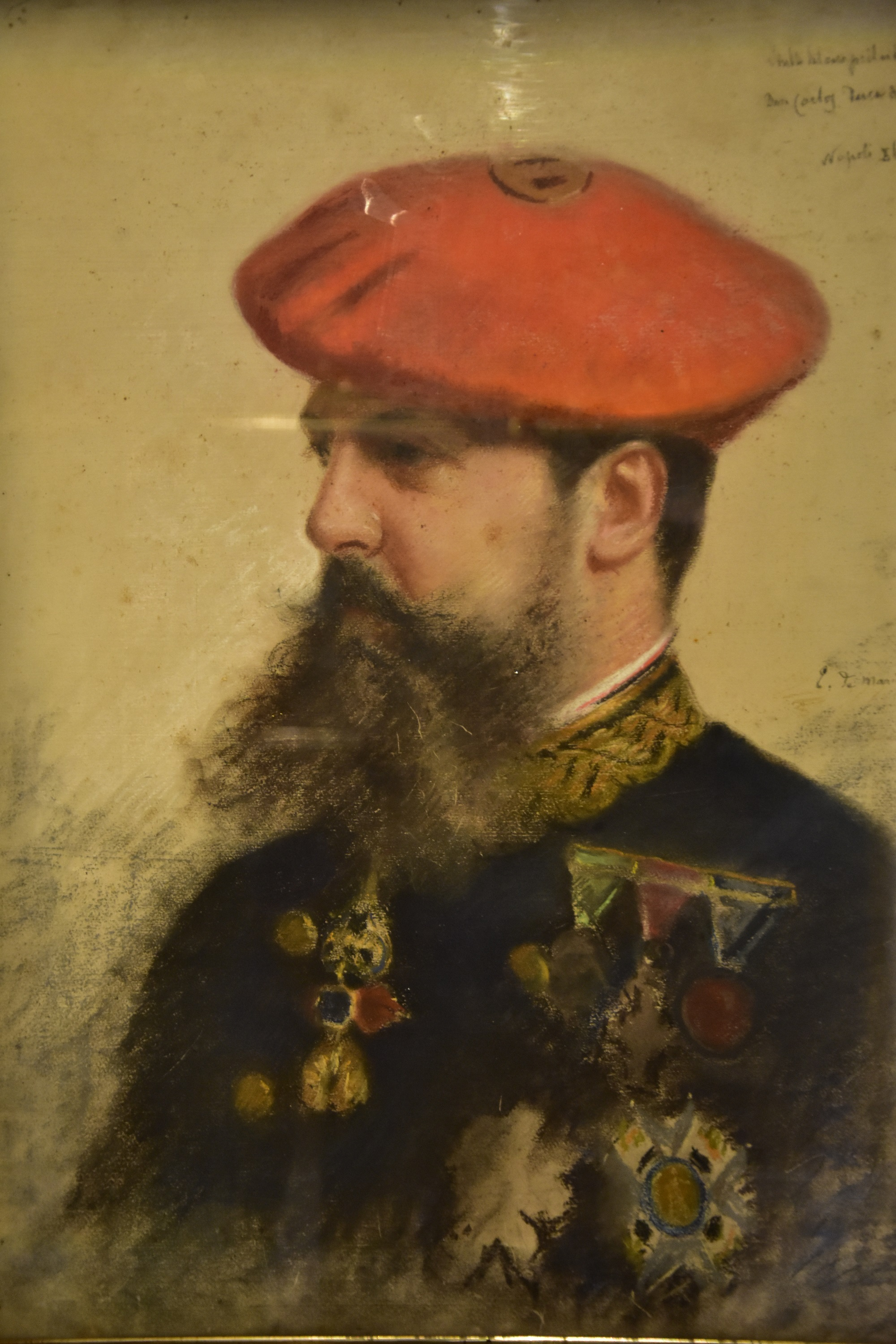
Portrait de Charles de Bourbon (1894) par Ettore De Maria Bergler

Mais les actions politiques du prince Charles se font de plus en plus rares. La dernière survient lors de la crise liée à la séparation de l'Église et de l'État. Le 12 mars 1906, Charles condamne la loi de séparation et déclare lors d’un manifeste : « Comme l’aîné de la race de nos rois et successeur salique, par droit de primogéniture de mon oncle Henri V, je ne puis rester plus longtemps spectateur impassible des attentats qui se commettent contre la religion, et aussi Sa Sainteté Pie X. J’élève la voix pour repousser de toutes les forces de mon âme de chrétien et de Bourbon, la loi de séparation. Catholiques français, l’avenir de la France est entre vos mains, sachez donc vous affranchir d’un joug maçonnique et satanique, en revenant franchement et avec l’ardeur qui vous caractérise, à la vraie tradition chrétienne et nationale dont, par ma naissance, c’est-à-dire par la volonté de Dieu, je suis le seul représentant légitime ».
Peu de temps avant sa mort survenue le 18 juillet 1909, Don Carlos de Bourbon avait rappelé ses devoirs envers la France dans une déclaration reprise dans son testament politique et parue dans L’Univers du 23 juillet suivant :
« Bien que l’Espagne ait été le culte de ma vie, je ne peux oublier que ma naissance m’impose des devoirs envers la France, berceau de ma famille. C’est en vertu de ses devoirs que je maintiens intacts les DROITS qui, comme CHEF et AINE de ma Maison, m’incombent ».
À son décès, le 18 juillet 1909 à l'hôtel Excelsior de Varèse, en Lombardie, le mouvement légitimiste est en déliquescence et il n’y a plus aucun député légitimiste au Parlement. Charles est inhumé à Trieste, dans la cathédrale Saint-Just.

## Décorations
En qualité de chef de la maison de France et prétendant légitimiste au trône de France, et comme prétendant carliste au trône d’Espagne, Charles de Bourbon revendiquait la grande maîtrise des ordres dynastiques traditionnels.

### Ordres dynastiques français
Comme prétendant légitimiste au trône de France, il revendiquait la grande maîtrise des ordres suivants :
- 13e grand-maître de l'ordre du Saint-Esprit (1887) (disputé)
- 20e grand-maître de l'ordre de Saint-Michel (1887) (disputé)
- 10e grand-maître de l'ordre royal et militaire de Saint-Louis (1887) (disputé)

### Ordres dynastiques espagnols
Comme prétendant carliste au trône d'Espagne, il revendiquait la grande maîtrise des ordres suivants :
- Grand-Maître de l'Ordre de la Toison d'or (1868)
- Grand-Maître de l'Ordre de Charles III d'Espagne (1868)
- Grand-Maître de l'ordre royal et militaire de Saint-Herménégilde (1868)
- Grand-maître de l'ordre royal et militaire de Saint-Ferdinand (1868)

### Ordres sous la protection du roi d'Espagne
- Grand-maître de l'ordre de Santiago (1868).
- Grand-maître de l'ordre de Montesa (1868).
- Grand-maître de l'ordre d'Alcantara (1868).
- Grand-maître de l'ordre de Calatrava (1868).

### Ordres étrangers
- Grand-croix de l'ordre de Pie IX[115] (1870).
- Récipiendaire de la médaille commémorative pour le mariage du Prince Ferdinand Ier et de Marie-Louise (1893)[116].